# The Wizarding World of Harry Potter
Ne doit pas être confondu avec « Wizarding World » : le monde des sorciers de J. K. Rowling.
The Wizarding World of Harry Potter est le nom de zones thématiques (« lands ») liées au monde des sorciers de J. K. Rowling, situées dans plusieurs parcs d'attractions Universal. 
La première zone présentée sous ce nom ouvre en 2010 à Universal's Islands of Adventure à Orlando, en Floride. Elle comprend une réplique du château de Poudlard et du village de Pré-au-Lard, ainsi que diverses attractions inspirées de l'univers de Harry Potter. Une extension de la zone est inaugurée en 2014 à Universal Studios Florida, le parc voisin, sous forme de réplique du chemin de Traverse. Pour différencier les deux zones, la première construite est alors nommée Hogsmeade (« Pré-au-Lard »), et la seconde Diagon Alley (« Chemin de Traverse »).
Le land Hogsmeade d'Orlando (Universal's Islands of Adventure), comprenant la réplique du château et du village écossais, est le land le plus souvent dupliqué dans les autres parcs Universal à travers le monde disposant d'une zone The Wizarding World of Harry Potter. Il est reproduit à Osaka (Universal Studios Japan) en 2014, à Los Angeles (Universal Studios Hollywood), en 2016, ainsi qu'à Pékin (Universal Studios Beijing), en 2021. Le land Diagon Alley reste pour l'instant une exclusivité de l'extension à Orlando (Universal Studios Florida).

## Historique

### Génèse du projet

#### Intérêt de Disney et Universal (2005-2006)
Selon Mark Woodbury, président d'Universal Creative, l'idée d'un parc à thème sur Harry Potter daterait de très peu de temps après la sortie du premier roman, en 1997 : « En général, vous souhaitez savoir si vous avez affaire à une franchise qui a fait ses preuves, avec d'énormes résultats au box-office, mais dans le cas de Potter, […] nous savions que cela avait l'étoffe d'une grande expérience de parc à thème grâce aux personnages, à l'action et aux lieux magiques que J. K. Rowling avait créés ».
Un projet de parc d'attractions ou de zone thématique sur ce thème est à l'étude depuis le début de l’année 2005 par l'équipe des films, qui travaille discrètement sur son esthétique. Selon le site Looper, des rumeurs auraient circulé dès 2003 à propos d'un projet de zone thématique Harry Potter au Walt Disney World ou à Universal Studios.

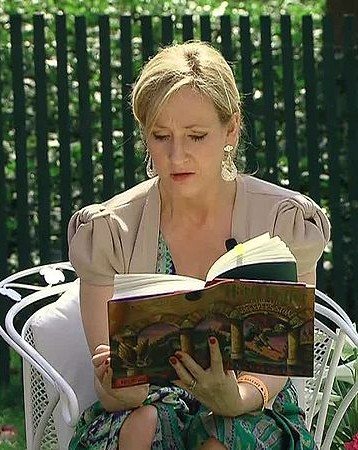
Entre 2005 et 2006, Disney et Universal tentent de convaincre J. K. Rowling.

En décembre 2005, selon un rapport publié sur le site de l'historien des parcs à thème Jim Hill, Walt Disney Company envisagerait d’ouvrir un parc d’attractions Harry Potter, mais Warner Bros. déclare rapidement qu’aucune vente des droits pour un tel projet n’est prévue pour l’instant. 
Les équipes de Walt Disney et d'Universal Creative composent différents plans d'attractions, afin de convaincre J. K. Rowling, l'auteure des romans. Selon Jim Hill, Disney aurait proposé de construire une zone thématique relativement petite comprenant deux attractions : l'une de type Omnimover (à l'image du Buzz Lightyear's Space Ranger Spin du parc Magic Kingdom), mais en remplaçant les pistolets lasers par des baguettes magiques ; la seconde un Petting Zoo, sur le thème des créatures magiques. 
Le 16 octobre 2006, une rumeur circule selon laquelle Disney et J. K. Rowling auraient signé une lettre d’intention, autorisant Walt Disney Company à entamer le développement préliminaire d’un parc d’attractions. L'information est démentie le lendemain par plusieurs représentants de Rowling. En réalité, les plans de Disney n'ont pas convaincu, et selon les dires de Jim Hill en 2018, la société se serait finalement retirée du projet, jugeant les exigences de la Warner et de Rowling trop strictes.

#### Annonce publique du projet et choix d'Universal's Islands of Adventure(2007)

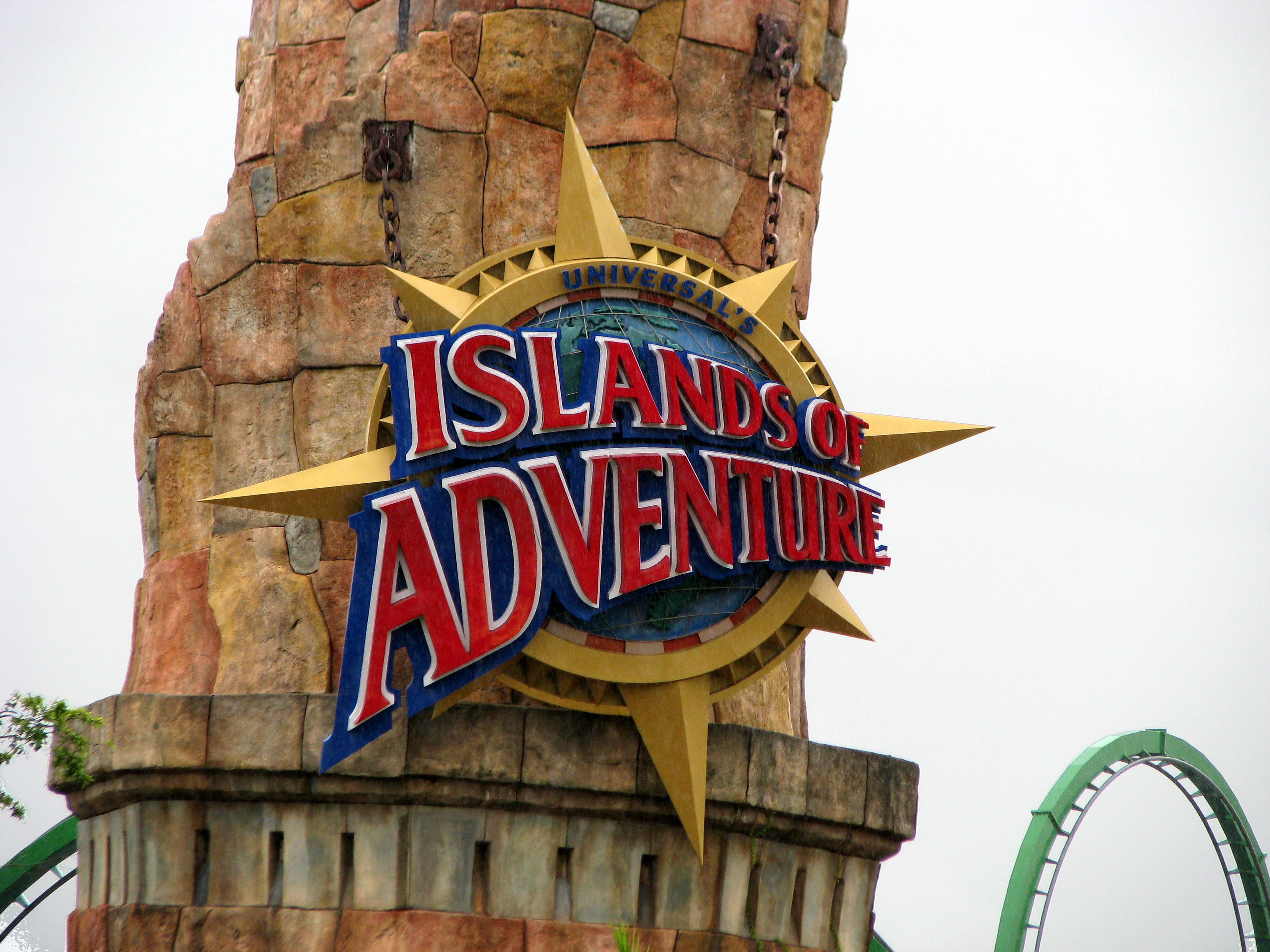
Le parc Universal's Islands of Adventure (Orlando) est choisi en 2007 pour construire la zone thématique.

En avril 2007, J. K. Rowling et Warner Bros. sont en pourparlers avec Universal Parks & Resorts pour créer une zone thématique au sein d'un de leur parc à Orlando, en Floride. Le projet est annoncé officiellement par videocast le 31 mai 2007 avec la confirmation qu'Universal Orlando a obtenu les droits pour installer une zone dédiée à l'univers de Harry Potter, pour un coût estimé à 500 millions de dollars,,. Les premiers visuels sont transmis en même temps que le nom officiel attribué à cette nouvelle zone : The Wizarding World of Harry Potter. Son ouverture est prévue pour 2010, afin de coïncider avec la sortie du film Harry Potter et les Reliques de la Mort. 
Sur les deux parcs Universal existant à Orlando (Universal Studios et Islands of Adventure), c'est le second parc — détenteur en 2009 du prix du meilleur parc d’attractions du monde — qui est choisi pour implanter la zone, et plus précisément la section The Lost Continent, qui propose déjà des attractions basées sur la mythologie européenne, incluant les dragons, les licornes et autres créatures magiques présentes dans Harry Potter. Selon Scott Trowbridge, vice-président d’Universal Studios Theme Parks, le parc Islands of Adventures évoque « de grandes histoires littéraires, des aventures », et serait celui qui correspondrait le mieux à l'esprit de Harry Potter.

#### Implication de Stuart Craig
Le projet prévoit l'intégration de plusieurs montagnes russes sur le thème, ainsi que des restaurants proposant les mêmes menus que ceux servis dans l'histoire. L'objectif est de permettre aux visiteurs de se promener à l'intérieur du monde magique imaginé par Rowling, en reproduisant à taille réelle les décors emblématiques de la série. L'auteure déclare dans un entretien en décembre 2007 : « L'essentiel pour moi était que, s'il devait y avoir un parc à thème, que Stuart Craig [le directeur artistique des films] soit impliqué. J'aime l'esthétique des films, ils reflètent vraiment ce que je vois dans mon imagination, ».
L'un des premiers objectifs pour Stuart Craig est de conserver à Orlando la même philosophie que pour les films, à savoir que « tout doit avoir l’air aussi réel, aussi crédible que possible ». Via le vidéocast de mai 2007, Stuart Craig explique également l'une des raisons qui auraient pu inciter l'équipe à se tourner vers les États-Unis au lieu du Royaume-Uni pour matérialiser les lieux de la série, pourtant considérée « très britannique » :

« Je pense que les parcs d’attraction sont typiquement américains, et que les États-Unis ont une façon d’adhérer pleinement à un concept, de donner à chacun ce qu’il attend, et même un peu plus […]. Cette collaboration, avec nos talents très différents, permet à ce projet de bien fonctionner. […] Les pays européens se plaignent souvent de l’américanisation de la culture mondiale. Mais ça, c’en est l’antithèse : c’est l’Amérique qui adhère pleinement à quelque chose de typiquement européen, et qui le rend accessible au monde entier. C’est très puissant, très surprenant aussi. »

— Stuart Craig, (videocast du 31 mai 2007)

### Conception

#### Début des travaux sur l'ancienne zoneMerlinwoodà Orlando (2008)

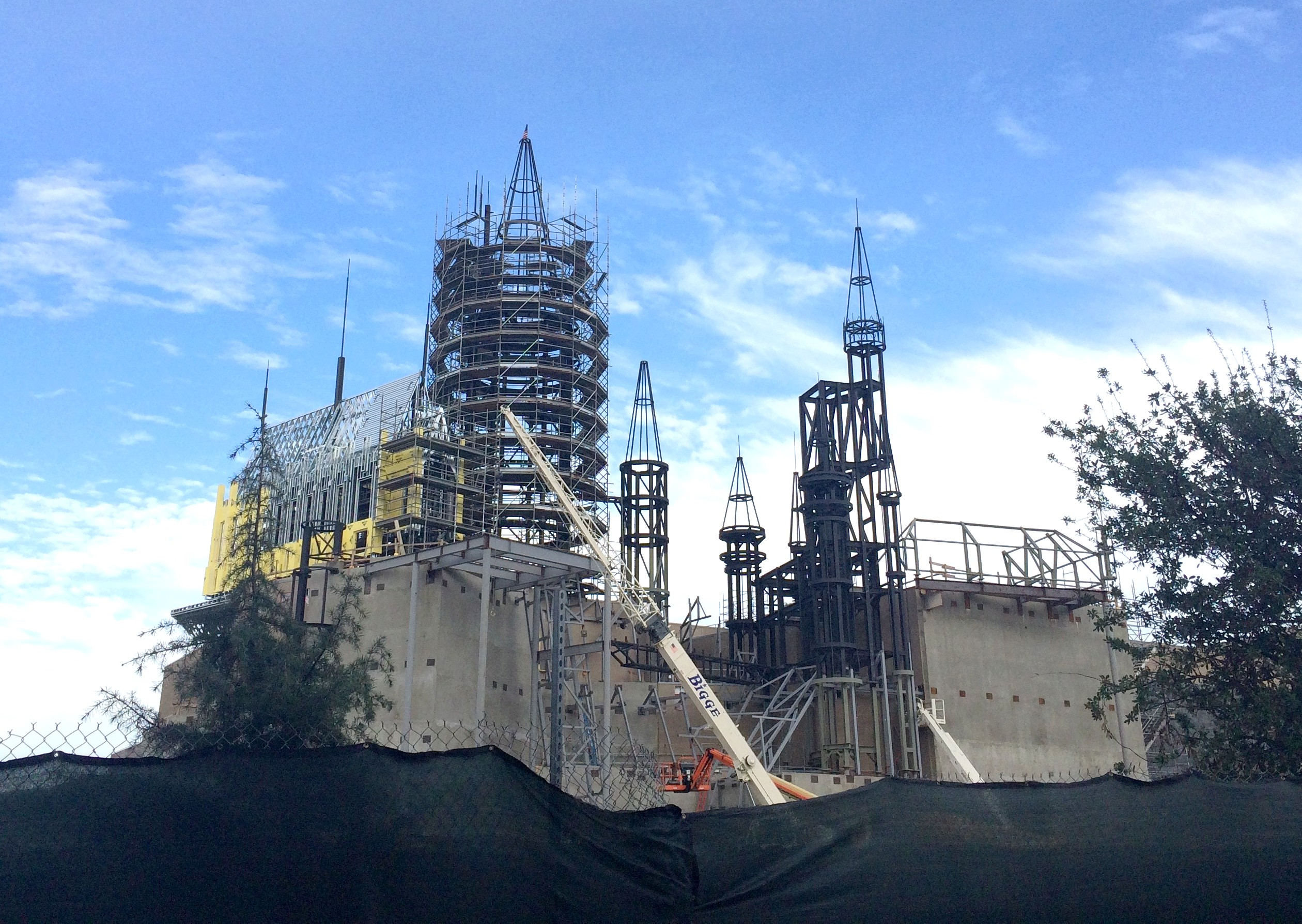
Construction d'une réplique du château de Poudlard.

Depuis 2005, Stuart Craig travaille donc avec l'équipe d'Universal Creative et le directeur artistique Alan Gilmore pour concevoir la section,. Le projet se concentre en priorité sur la reproduction du château de Poudlard et sa forêt interdite, ainsi que le village voisin de Pré-au-Lard,. D'après Alan Gilmore, les dessins utilisés pour concevoir les décors et les pièces du château sont les mêmes que ceux utilisés pour les films. De son côté, J. K. Rowling intervient tout au long du processus, validant ou rejetant les idées qui lui sont régulièrement présentées.

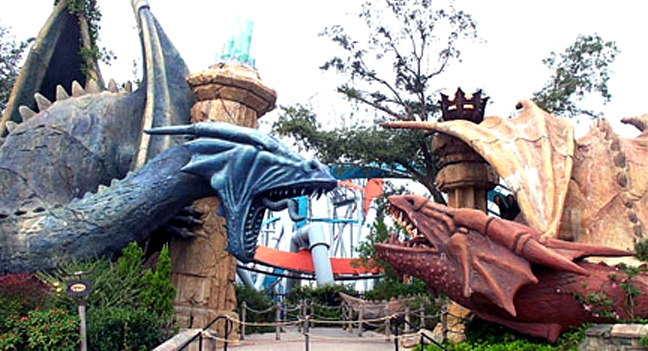
L'attraction Dueling Dragons, existante depuis 1999, a été dans un premier temps conservée (photographiée ici en 2006).

En février 2008, les travaux de construction du château de Poudlard commencent à Orlando, sur l'ancien emplacement de la zone Merlinwood (une partie de l'île The Lost Continent),. L'équipe dispose pour cela d'une surface de 81 000 m2, située à l'ouest du parc,. Les anciennes attractions sont détruites, à l'exception des montagnes russes The Flying Unicorn et Dueling Dragons, et du restaurant The Enchanted Oak Tavern, qu'il est prévu de redécorer et d'intégrer au Wizarding World,. Les fondations du château de Poudlard sont faites et l'ossature métallique du bâtiment commence à être assemblée.

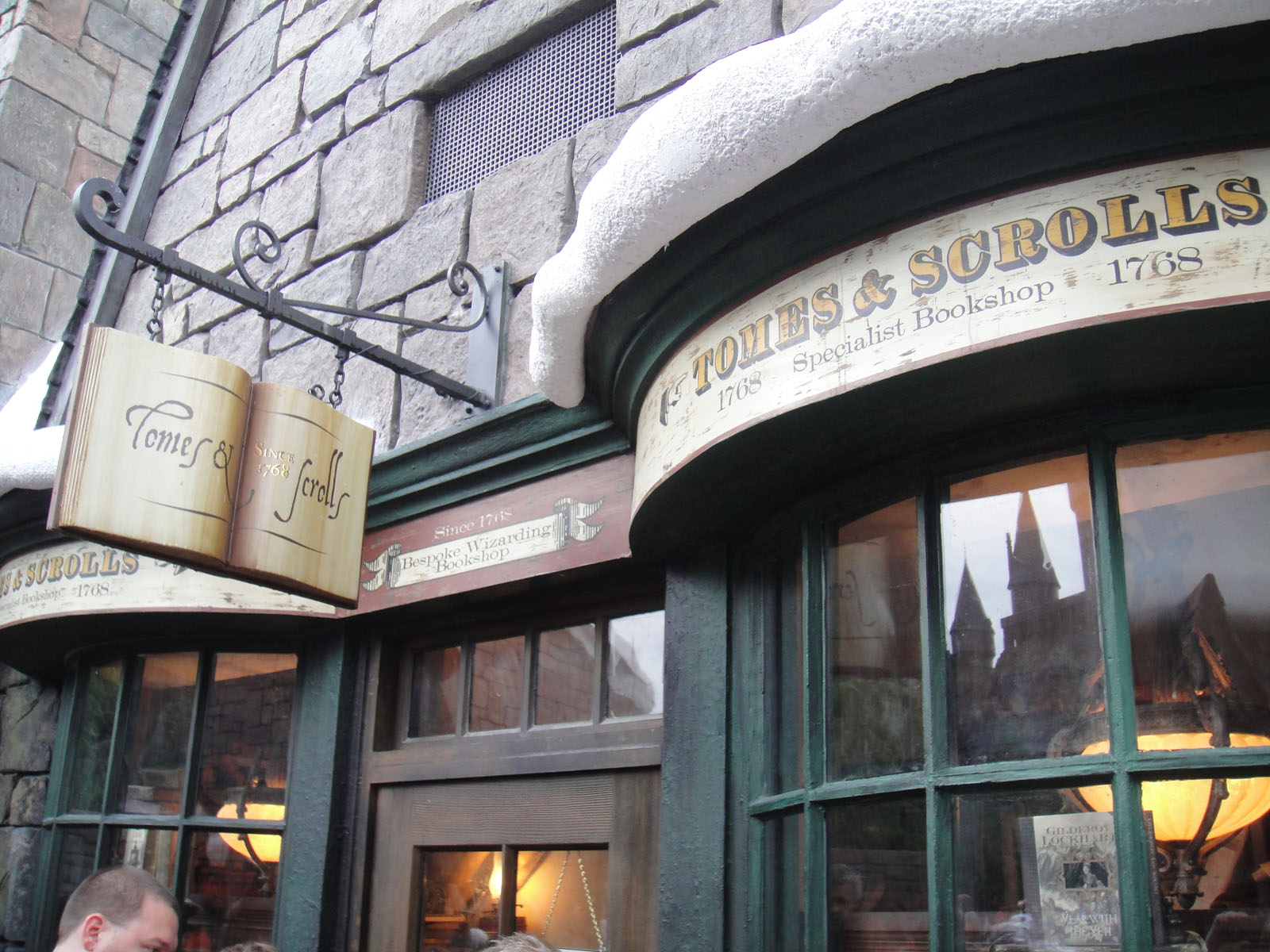
Une vitrine (avec un reflet du château de Poudlard construit en face).

Pendant les travaux, les cuisiniers recrutés pour les futurs restaurants voyagent en Écosse afin de s'inspirer de la cuisine traditionnelle et être en mesure de proposer le même type de plats aux visiteurs du parc. Durant l'été 2008, quelques sondages sont organisés en ligne auprès des fans pour connaître le type de restaurant ou pub Harry Potter qu'ils souhaiteraient le plus visiter (Les Trois Balais ayant été retenu) et le type de boissons qu'ils préfèreraient (la Bièraubeurre).

#### Choix des premières attractions (2009)

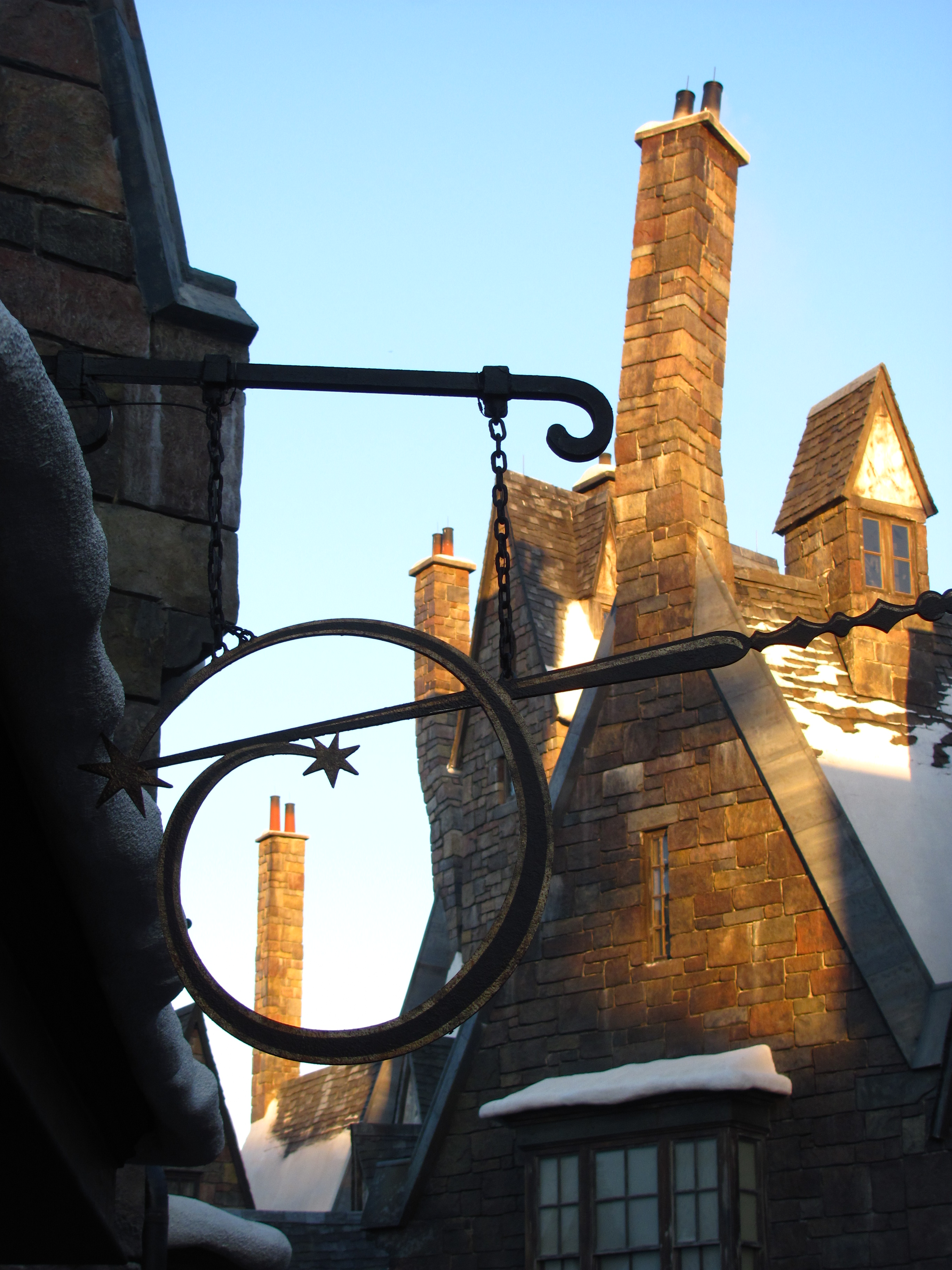
Détails architecturaux.

Au cours de l'année 2009, plusieurs images des travaux sont partagées sur internet, notamment des photos des premières vitrines de Pré-au-Lard et des éléments architecturaux du village en lui-même, comme ses toits blanchis par des amas artificiels de neige,,. Dans les films Harry Potter, les murs des maisons de Pré-au-Lard sont recouvertes du granit des Highlands et se basent sur l'architecture écossaise caractéristique du XVIIe siècle, avec des toits en pente munis de pignons à redents, de petites lucarnes et de fines cheminées.
Le restaurant The Enchanted Oak Tavern, qui devait être conservé, est finalement détruit pour permettre d'agrandir le village. Au printemps 2009, le château est toujours en construction ; une réplique de la cabane de Hagrid est construite dans une partie boisée, juste à côté de l’attraction The Flying Unicorn qui a été conservée. Au cours de l'été, les attractions existantes The Flying Unicorn et Dueling Dragons, sont rebaptisées respectivement Flight of the Hippogriff et Dragon Challenge, et leur décor est revu afin de mieux s'intégrer au thème,. 
Les acteurs Daniel Radcliffe, Emma Watson et Rupert Grint enregistrent quelques scènes pour les besoins d'une ou de plusieurs attractions, sans plus de précisions à ce stade. Il est précisé plus tard qu'il s'agit du tournage d'un court métrage de cinq minutes intitulé Harry Potter and the Forbidden Journey, qui sera utilisé pour l'attraction du même nom située à l'intérieur du château de Poudlard. 
Le 15 septembre 2009, des journalistes sont invités à une présentation de la zone à Orlando pour découvrir et photographier les nouveaux éléments.

### Inauguration duWizarding World(2010)

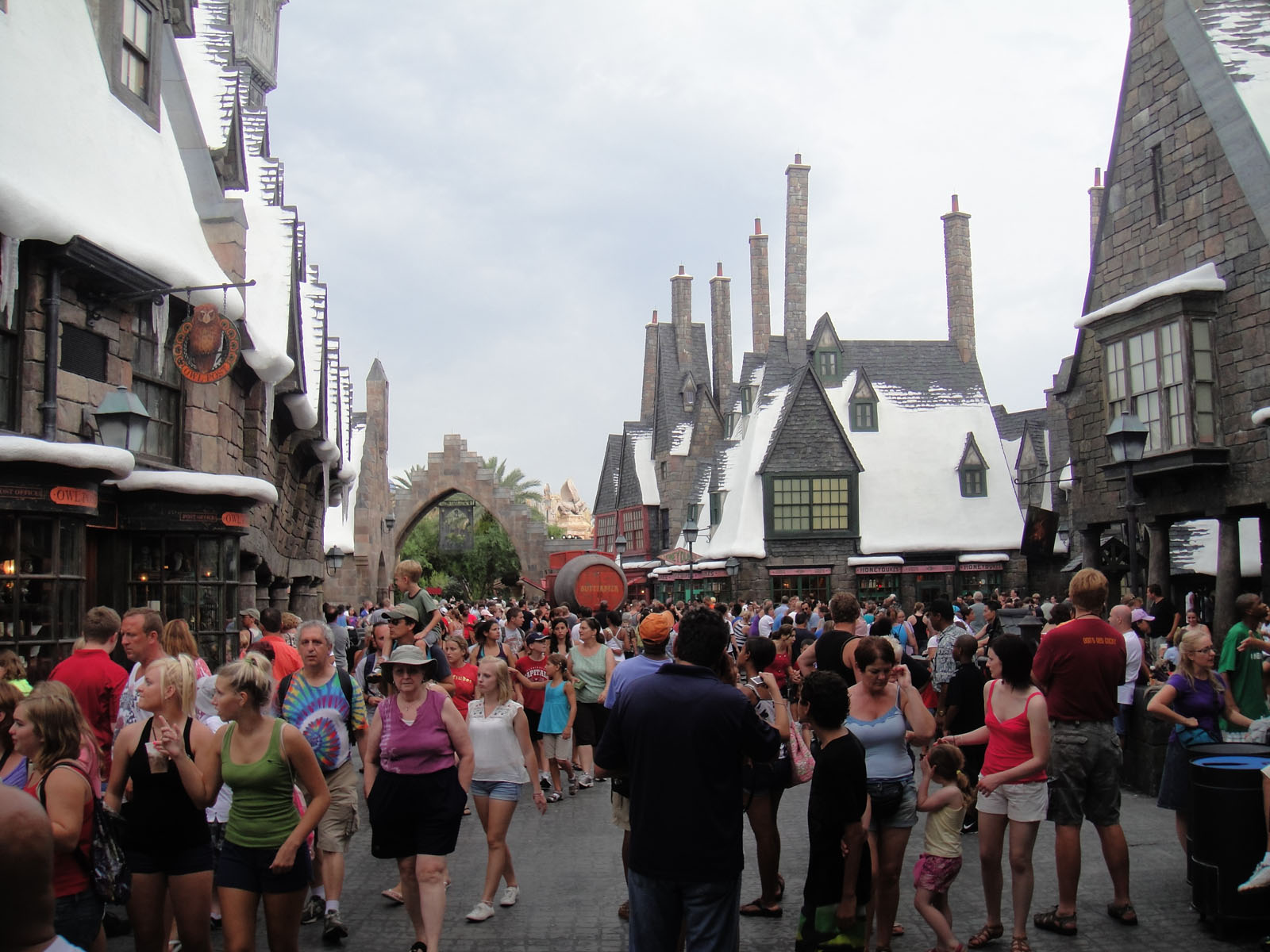
Pré-au-Lard à Orlando, deux mois après son ouverture au public.

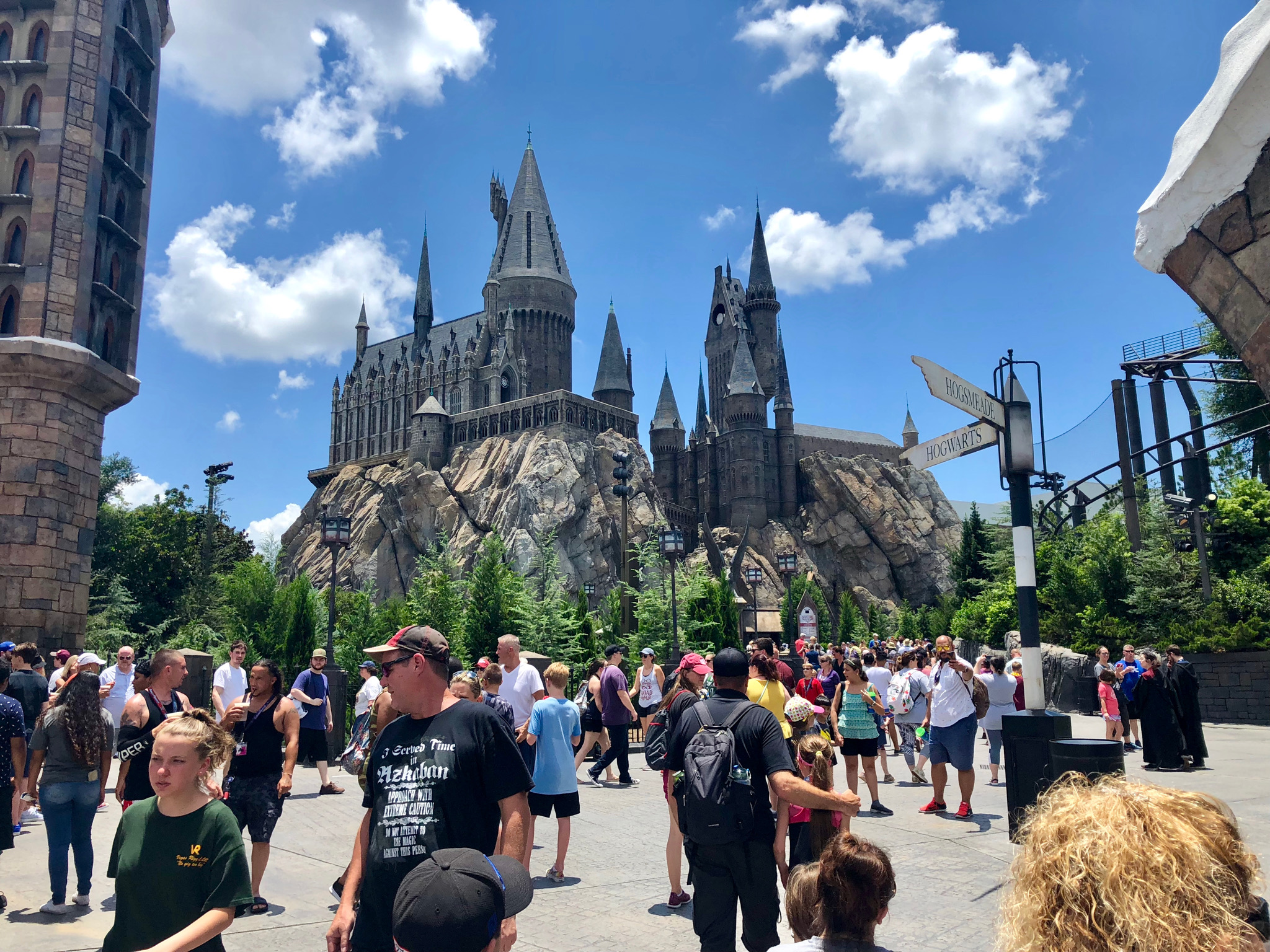
Poudlard et ses visiteurs en 2018.

L'inauguration de la zone à Universal's Islands of Adventure a lieu le 17 juin 2010 en présence des acteurs des films dont Daniel Radcliffe (Harry Potter) et Rupert Grint (Ron Weasley), ainsi que d'autres personnalités. Un feu d'artifice est tiré pour l'occasion.
La section de 81 000 m2 ouvre ses portes au public à la date prévue, le 18 juin 2010, après plus de deux ans de travaux et environ 265 millions de dollars d'investissement.

### Extension et duplications

#### Projet d'extension à Orlando (2011)
En novembre 2011, le producteur David Heyman confirme qu'un projet d'agrandissement est à l'étude. La section The Wizarding World of Harry Potter devient la plus rentable du parc Islands of Adventure, et sur les trois premiers mois de 2011, la fréquentation des deux parcs d’Orlando a augmenté de 68 %, passant de 1,7 million de visiteurs en 2010 à 2,8 millions,. L’agrandissement est confirmé en décembre et plusieurs idées sont évoquées : une section « londonienne » avec la reproduction du chemin de Traverse (Diagon Alley en anglais) impliquant peut-être une attraction à l'intérieur de la banque Gringotts, un restaurant sur le thème du Chaudron Baveur et une réplique du Poudlard Express permettant de joindre les deux sections Harry Potter,. La plupart des idées proposées seront retenues. 
L'extension est finalement implantée à plus de 500 m du premier land, dans le parc voisin Universal Studios Florida, à la place de l’ancienne attraction Jaws (« Les dents de la mer ») et de l'ensemble de la zone thématique d'Amity Village,. Les travaux débutent en janvier 2012.

#### Construction d'un landHogsmeadeau Japon et à Los Angeles (2012-2013)
En parallèle, un projet de construction d’un autre land Harry Potter est évoqué en décembre 2011, dupliqué du land Hogsmeade (« Pré-au-Lard ») construit à Islands of Adventure, mais situé à Universal Studios Hollywood, à Los Angeles,. Le parc dispose alors d'un budget de 1,6 million de dollars pour se « revitaliser ». Un troisième projet de land Hogsmeade concerne le parc Universal Studios Japan à Osaka,. L'ouverture de ce land est prévue pour 2014, tandis qu'aucune date n'est encore annoncée pour celui de Los Angeles.
En décembre 2012, plusieurs acteurs des films (notamment Helena Bonham Carter et Rupert Grint) tournent des scènes aux studios Leavesden pour les besoins des nouvelles attractions prévues sur l'extension à Orlando (notamment pour celle sur le thème de Gringotts dont on devine la construction). Les premières images de chariots de gobelins et de mobiliers de banque, partagées en janvier 2013, viennent confirmer qu'une telle attraction sera bien construite sur l'extension.

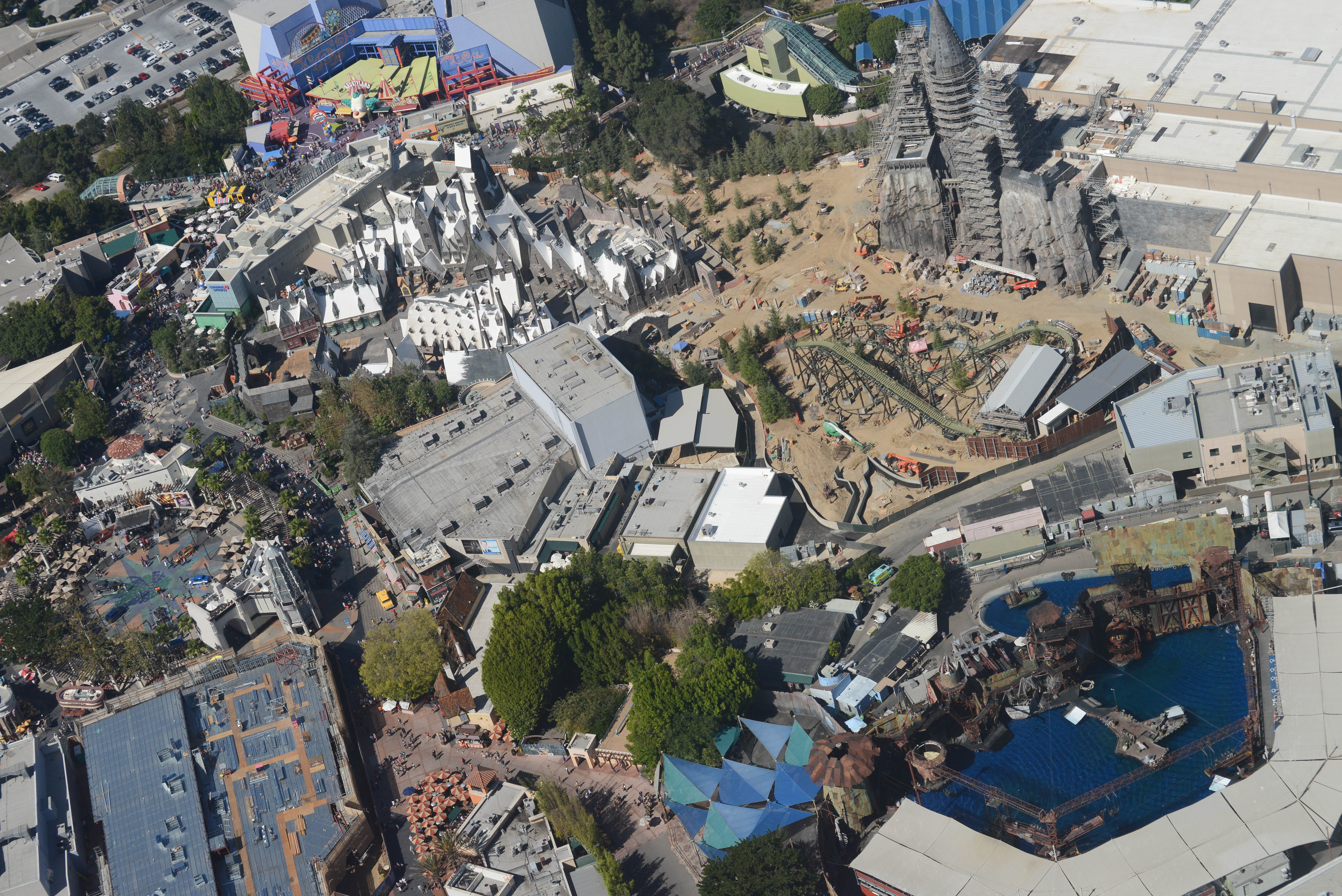
Construction du land Harry Potter à Los Angeles (Universal Studios Hollywood) en août 2015.

Les travaux sur le nouveau land à Los Angeles (Universal Studios Hollywood) débutent à la période de Noël 2012, et comprennent surtout, à ce stade, d'importants travaux d’aplanissement du terrain et de réparation des conduits souterrains. La géographie du parc, qui est situé au centre du quartier d'Hollywood, est très différente de celle d’Orlando : l’espace y est plus réduit et le relief plus important. L'équipe renonce donc à fabriquer une copie tout à fait conforme du premier land à Orlando, optant pour une version de Pré-au-lard plus réduite. Il est décidé que l'attraction Dragon Challenge, qui a rencontré quelques incidents en 2011, ne sera pas reproduite dans ce parc, mais le Flight of the Hippogriff pourrait en revanche y être amélioré. De même que le château : celui-ci pourrait être plus grand et permettre d'y reproduire davantage de salles. Pour compenser l'absence de certains restaurants du village, la nouvelle disposition pourrait permettre aux visiteurs de manger dans la Grande salle, reproduite à l’identique à l'intérieur du château. Ces projets sont à l'étude, tandis que l’ouverture de la zone est finalement annoncée pour 2016.
En décembre 2012, alors que les travaux commencent à Los Angeles, ceux du parc d'Osaka (Universal Studios Japan), qui prévoit également de reproduire le land Hogsmeade, sont déjà avancés et les premières photos mises en ligne.
En avril 2013, la destruction de l'ancienne zone du Gibson Amphitheatre est entamée à Los Angeles pour permettre la construction du château,. Le mois suivant, il est annoncé que l'ouverture de la zone d'extension d'Orlando est prévue pour 2014, comme l'ouverture du land à Osaka (pour lequel rien n’indique encore que les montagnes russes Dragon Challenge ou Flight of the Hippogriff seront reproduites).

#### Finalisation de l'extensionDiagon Alley(2013)

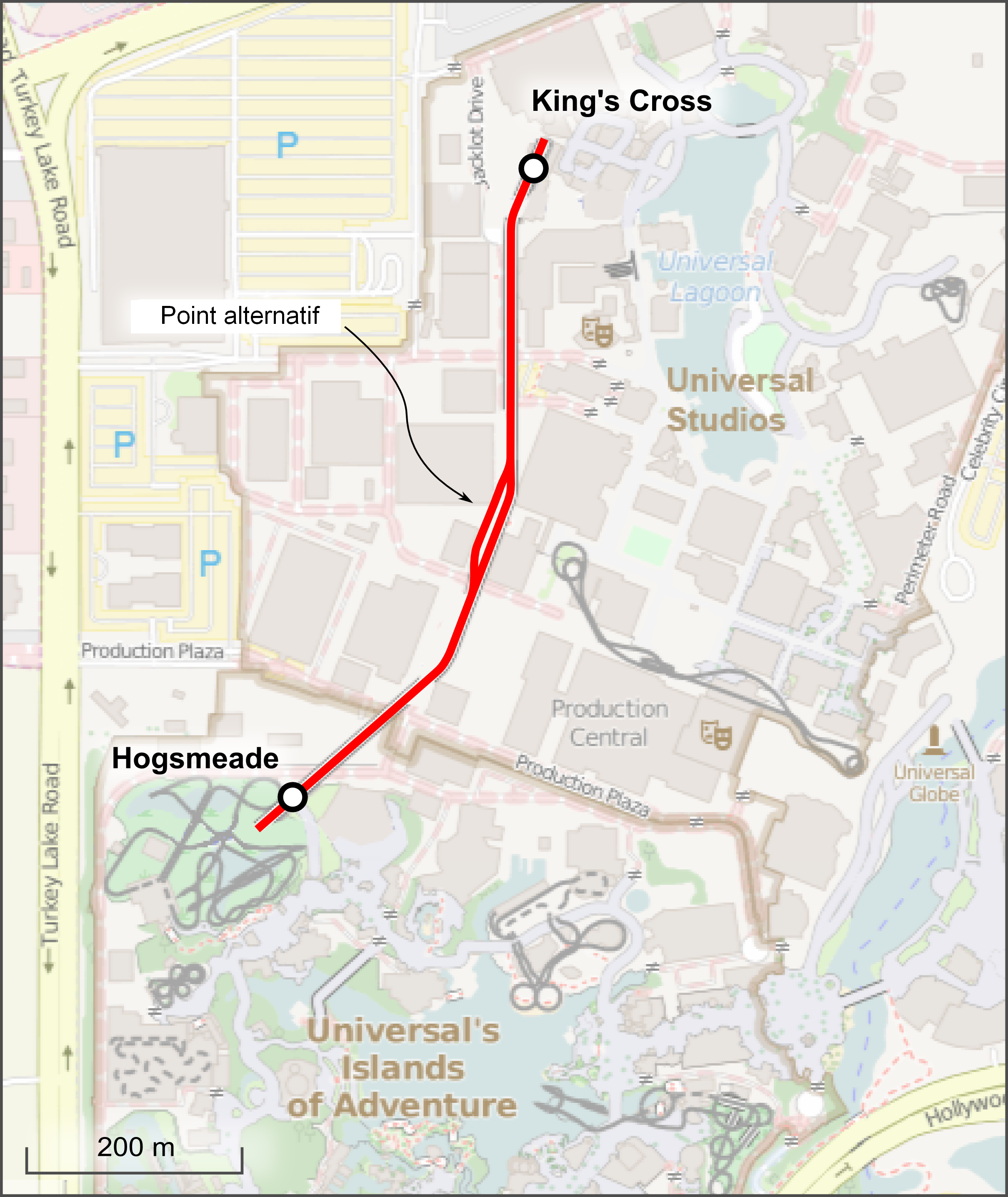
Trajet du Poudlard Express entre les gares de Pré-au-Lard (Hogsmeade) et de King's Cross, à Orlando.

En octobre 2013, la réplique du Poudlard Express, qui permettra aux visiteurs de passer de la première zone d'Orlando à la seconde, est achevée et installée. L'attraction Harry Potter and the Escape from Gringotts est présentée comme étant la montagne russe principale de l'extension baptisée Diagon Alley (« Chemin de Traverse »). Par ailleurs, les premières images de la construction de la rue londonienne sont diffusées sur internet en décembre, et la présence du restaurant Chaudron Baveur, de la boutique de glaces de Florian Fortarôme, d'Ollivander, de Weasley & Weasley, de Madame Guipure et de Barjow et Beurk — tous reproduits à l'échelle — est confirmée par webcast en janvier 2014. Une reproduction plus réduite de la gare de King's Cross est également confirmée pour cette section du parc, et sera utilisée comme gare du Poudlard Express.

#### Ouverture de l'extension à Orlando et du land au Japon (2014)

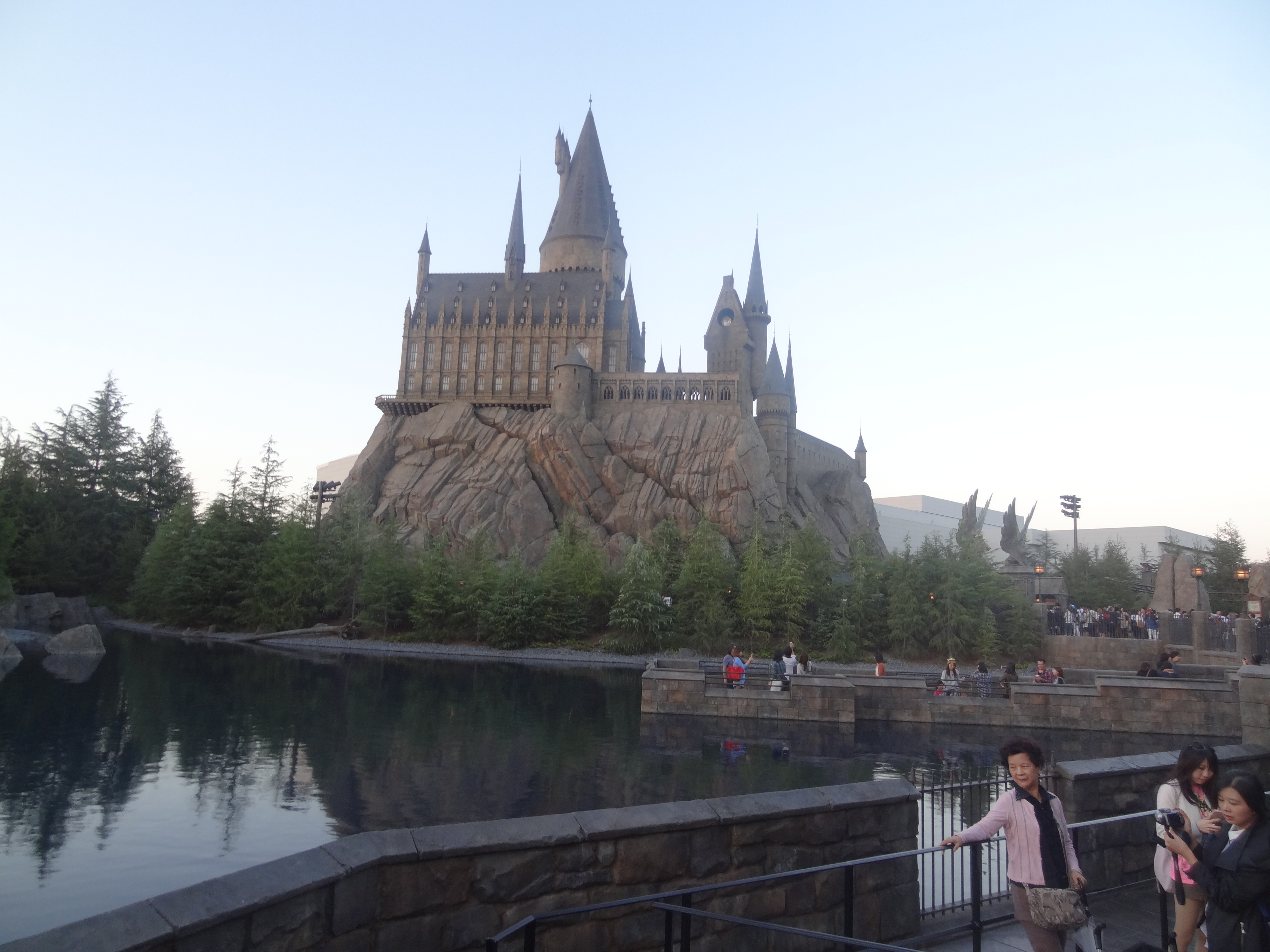
Poudlard et son lac à Universal Studios Japan.

Le site officiel du land à Osaka, qui prévoit d'ouvrir en juillet 2014, révèle en avril que seules les attractions Flight of the Hippogriff et The Forbidden Journey (Poudlard) y seront reproduites. La zone intègrera également le village de Pré-au-Lard. Le parc d'Osaka a notamment la particularité d'avoir reproduit le lac noir, au pied du château : un « détail » qui semble avoir été apprécié par J. K. Rowling.
Entre le 18 et le 20 juin 2014, des journalistes et des acteurs sont invités à une présentation de l'extension Diagon Alley à Orlando. L’équipe d’Universal a fait plusieurs clins d'œil à l'ancienne zone d'Amity Village et des Dents de la mer, sur laquelle se trouve désormais le chemin de Traverse : une mâchoire de requin est exposée dans la vitrine d’un apothicaire, et les têtes réduites présentes sur le Magicobus chantent une musique du film de Spielberg. L'extension ouvre au public le 8 juillet 2014.
Le Wizarding World à Osaka ouvre quant à lui le 15 juillet 2014, après une visite de J. K. Rowling et une soirée d'inauguration en présence des acteurs Tom Felton et Evanna Lynch,.

#### Projet en Chine et ouverture du land à Los Angeles (2014 - 2016)
En octobre 2014, Universal Studios annonce qu'un nouveau land Harry Potter sera construit à Pékin ; son ouverture est alors prévue pour 2019. Les premiers dessins conceptuels laissent envisager que Pré-au-Lard, le chemin de Traverse et le Poudlard Express seront reproduits, mais le château de Poudlard n'est pas encore annoncé.

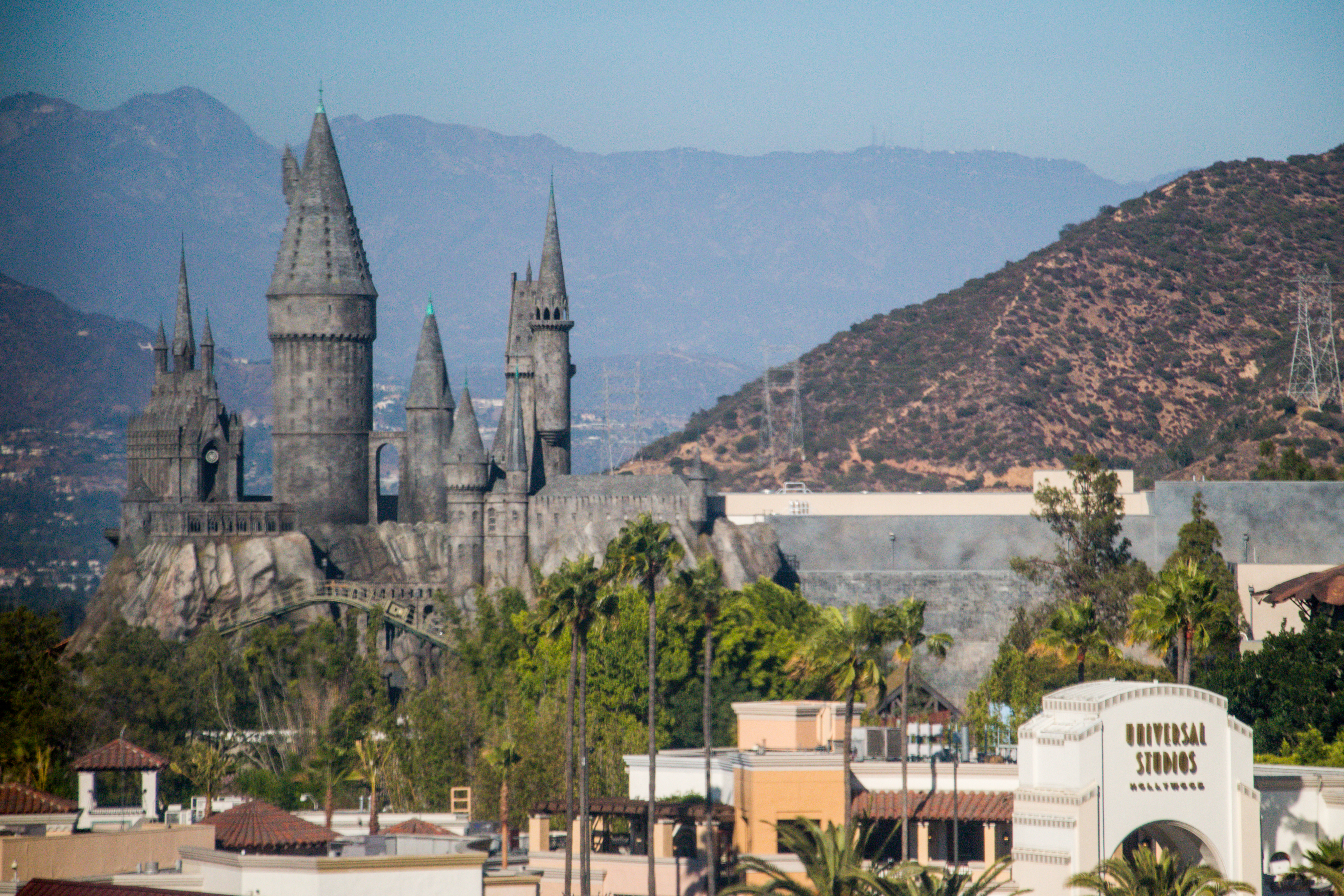
Le château de Poudlard adapté à l'environnement du parc Universal Studios Hollywood.

En juin 2015, tandis que les travaux se poursuivent à Los Angeles, Universal indique que ce parc contiendra les mêmes attractions que celui d’Osaka (The Forbidden Journey et Flight of the Hippogriff). Les dessins conceptuels partagés sur internet sont identiques à ceux réalisés pour le premier land Hogsmeade à Orlando. Le château de Poudlard est situé un peu plus haut, et selon le chef artistique Alan Gilmore, la zone Hogsmeade de ce parc serait plus fidèle à ce que les décorateurs des films avaient imaginé, accentuant l'inclinaison et le vieillissement des bâtiments et adoptant des couleurs plus saturées,. En janvier 2016 (trois mois avant son ouverture prévue), la possibilité d'une extension Diagon Alley sur ce même parc est évoquée, et envisagée à la place du Waterworld Show, dans le cas où le land Hogsmeade rencontrerait un grand succès. L'inauguration de la zone a lieu de 5 avril 2016 en présence des acteurs Warwick Davis, Tom Felton, Evanna Lynch, James Phelps et Oliver Phelps, ainsi que du compositeur John Williams (qui était aussi présent lors de la première inauguration à Orlando). Elle ouvre au public le 7 avril 2016,.

#### Remplacement deDragon Challengeet achat de terrains à Orlando (2017-2019)
En novembre 2016, il est envisagé que la montagne russe Dragon Challenge, à Universal's Islands of Adventure, puisse fermer définitivement. Datant de 1999 et occupant à elle seule la moitié de cette zone consacrée à Harry Potter, l'attraction a rencontré plusieurs incidents au cours de l'été 2011 et n'a jamais été reproduite dans les autres lands. En juillet, Universal Orlando confirme par communiqué sa fermeture définitive et la construction d'une nouvelle attraction à sa place,. Nommée Hagrid's Magical Creatures Motorbike Adventure, celle-ci est inaugurée à Orlando le 11 juin 2019 en présence de plusieurs acteurs des films.
En mars 2018, Universal Parks & Resorts acquiert 300 hectares de nouveaux terrains à Orlando, situés à environ 10 km au sud du premier complexe, dans l’objectif d'y construire un quatrième parc Universal,. À cette époque est émis l'hypothèse que le nouveau parc, basé en partie sur les jeux vidéo et Mario, contienne également un land sur l'univers de la série dérivée Les Animaux fantastiques (dont le premier film est sorti en 2016) ; l'hypothèse est appuyée par le nom choisi pour ce nouveau parc : Fantastic Worlds (« Les Mondes fantastiques »). Warner Bros. émet cependant une opposition au dépôt de marque effectué le 6 novembre. Au 1er août 2019, le nom du nouveau parc est modifié et devient Epic Universe.
Entre les mois de février et mars 2020, les parcs Universal sont fermés au public en raison du coronavirus.
Les travaux au nouveau parc Universal's Epic Universe reprennent en mars 2021 pour une ouverture initialement prévue en 2023, puis repoussée à 2025 en raison de la pandémie. Rien ne confirme à ce stade qu'une zone Harry Potter ou Animaux fantastiques y sera construite, mais au printemps 2020, plusieurs sources désignent toujours Les Animaux fantastiques comme l'une des potentielles zones principales du parc,,. En novembre 2021, des sources travaillant sur le développement du parc affirment auprès du site MuggleNet que Epic Universe comprendra bien une zone dédiée aux « Animaux » (Beasts) et au Wizarding World. 

#### Ouverture du land en Chine (2021)
Depuis 2014 et l'annonce du projet d'un nouveau parc et d'une zone thématique Harry Potter à Pékin (Beijing), le budget de ce parc a doublé, passant de 3,25 à 6,5 millions de dollars, et sa date d'ouverture a été repoussée à 2021.
La zone Harry Potter est construite dans un nouveau parc de 169 hectares, le plus grand parc Universal du monde,. Les travaux majeurs se terminent au début de l'année 2021 et le parc ouvre au public le 20 septembre 2021, en période pandémique plus calme,,. Comme pour les parcs Universal situés au Japon et en Californie, c'est le land Hogsmeade qui y est reproduit, avec la reconstitution de Pré-au-lard et du château de Poudlard, dans lequel se trouve une réplique de l'attraction Harry Potter and the Forbidden Journey. La zone comprend également une réplique des montagnes russes junior Flight of the Hippogriff.

#### Confirmation d'un landHarry PotteràUniversal's Epic Universe(2024)
En janvier 2024, les rumeurs concernant l'ouverture d'un nouveau land Harry Potter à Orlando sont confirmées par Warner Bros, qui indique que Epic Universe comprendra « le Paris sorcier des années 1920 et le ministère britannique de la Magie ». L'ouverture du land est prévue pour le 22 mai 2025.

## Parcs comportant unWizarding World
| Ouverture du land Harry Potter | Parc                             | Localisation            | Land construit           |
| ------------------------------ | -------------------------------- | ----------------------- | ------------------------ |
| 18 juin 2010                   | Universal's Islands of Adventure | Orlando, Floride        | Hogsmeade                |
| 8 juillet 2014                 | Universal Studios Florida        | Orlando, Floride        | Diagon Alley (extension) |
| 15 juillet 2014                | Universal Studios Japan          | Osaka                   | Hogsmeade                |
| 7 avril 2016                   | Universal Studios Hollywood      | Los Angeles, Californie | Hogsmeade                |
| 20 septembre 2021              | Universal Studios Beijing        | Pékin                   | Hogsmeade                |
| 22 mai 2025                    | Universal Epic Universe          | Orlando, Floride        | Ministry of Magic        |

## Composition des lands
Deux types de « lands » The Wizarding World of Harry Potter sont créés dans les parcs Universal, : 
- le land Hogsmeade (« Pré-au-Lard ») : le plus reproduit, comportant une réplique de Poudlard et du village de Pré-au-Lard, ainsi que diverses attractions ;
- le land Diagon Alley (« Chemin de Traverse ») : extension créée uniquement au Universal Studios Florida, comportant une réplique du chemin de Traverse ainsi que d'autres attractions.

### Hogsmeade
Le land Hogsmeade (« Pré-au-Lard ») est répliqué dans la plupart des parcs Universal comportant une zone thématique Harry Potter. Il contient généralement une réplique du château de Poudlard, l'école de magie où étudie Harry, et du village voisin de Pré-au-Lard où sont situés ses magasins et pubs favoris. La zone contient également diverses attractions inspirées de l'univers.
Un train Poudlard Express est exposé à l'entrée du village, en bout de quai. Ce train à vapeur sert uniquement de décor et ne peut être visité. Sa gare attenante, quant à elle, est utilisée pour protéger les casiers mis à disposition des visiteurs.
Depuis le 8 juillet 2014, une autre réplique du Poudlard Express relie les deux lands Harry Potter d'Universal's Islands of Adventure et d'Universal Studios Florida, en s'arrêtant soit dans une réplique de la gare de Pré-au-Lard (Islands of Adventure), soit dans une réplique de la gare de King's Cross (Studios Florida). Pour différencier les deux zones à Orlando, celle d'Islands of Adventure est depuis 2014 désignée sous le nom d'Hogsmeade (« Pré-au-Lard »).
Une fois le village traversé, le public, en passant sous une arche, approche du château perché en haut d'un rocher, non loin de la forêt interdite. La cabane de Hagrid, le gardien des clés, est visible depuis la file d'attente de l'attraction Flight of the Hippogriff, et se situe en face du château.

#### Château de Poudlard -Harry Potter and the Forbidden Journey

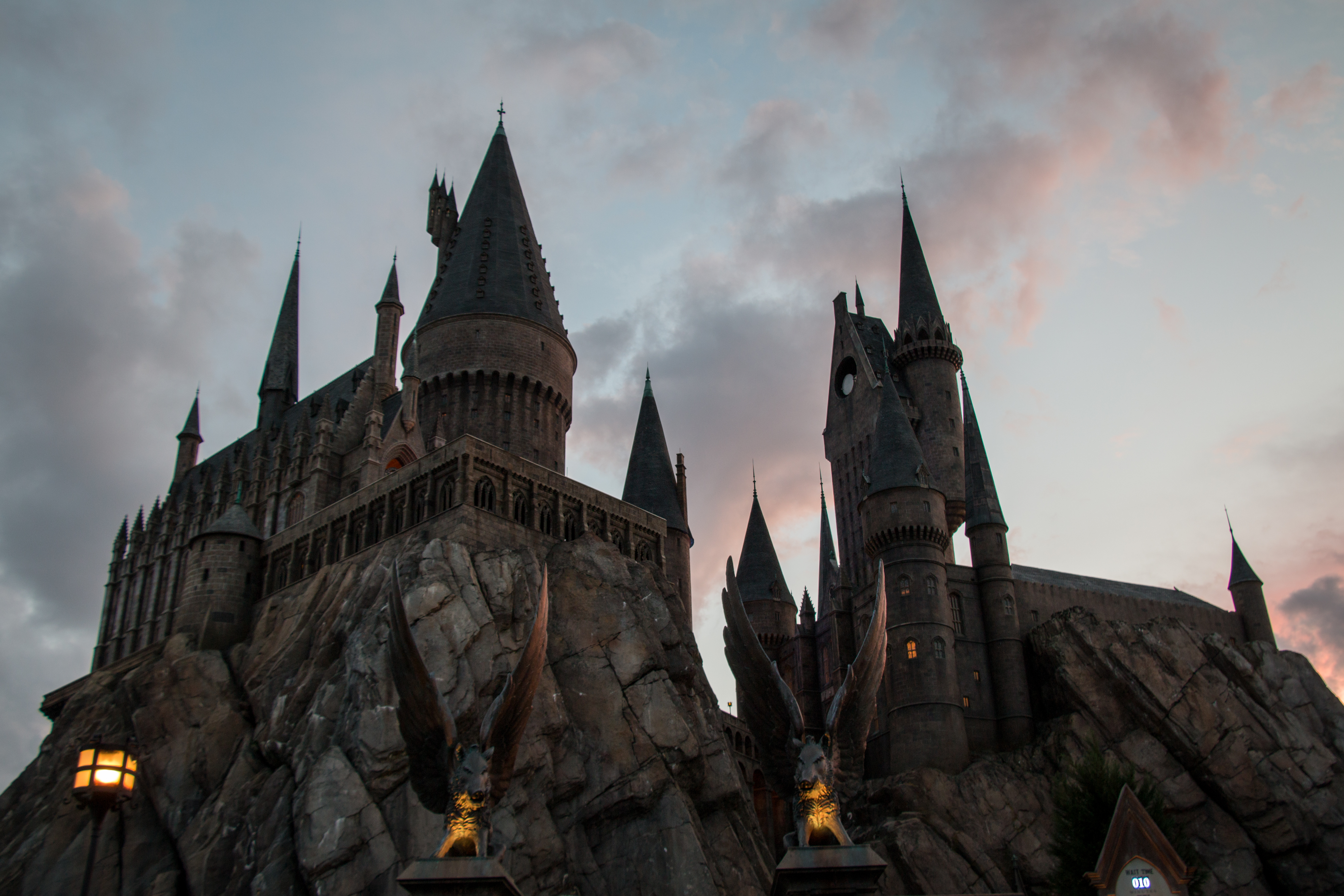
Réplique du château de Poudlard au parc Universal's Islands of Adventure.

Le land Hogsmeade comporte une réplique du château de Poudlard d'une hauteur d'environ 20 m et d'une surface d'environ 7 000 m2. À l'image des châteaux présents dans les parcs Disney, le bâtiment est construit en « perspective forcée » afin de créer l'illusion d'un château grandeur nature.
À l'intérieur et derrière le château se trouve l'attraction Harry Potter and the Forbidden Journey, qui propose une visite immersive de différents lieux de l'univers, comme la forêt interdite, le terrain de quidditch ou la Chambre des secrets,,. La file d'attente de l'attraction chemine notamment à travers une réplique du bureau de Dumbledore, de la salle de classe de défense contre les forces du Mal et de la salle commune de Gryffondor,.
Le directeur créatif de l'attraction, Thierry Coup, et les employés d'Universal Creative ont effectué plusieurs voyages en Écosse afin de rencontrer J. K. Rowling lors de la conception de l'attraction. S'inspirant de leurs projets précédents, notamment The Amazing Adventures of Spider-Man, ils ont souhaité créer une expérience immersive qui innoverait sur le plan technologique,.
Unique au monde lors de son inauguration, l'attraction utilise la technologie des robocoasters Kuka montés sur des wagons de parcours scénique de Dynamic Structures,. L'attractions mélange alors des scènes de décors réels avec des zones de simulation diffusée sur des écrans hémisphériques.
Harry Potter and the Forbidden Journey reçoit le Golden Ticket Award de la « Meilleure nouvelle attraction dans un parc d'attractions » en 2010.
Les images de l'attraction sont d'abord diffusées en 3D au parc d'Osaka (Universal Studios Japan), et en 2D (version d'origine) dans les autres parcs,. À partir de mars 2018, la 3D est abandonnée dans l'ensemble des parcs au profit d'une projection 4K-HD plus réaliste,.

#### Autres attractions

##### Flight of the Hippogriff
Flight of the Hippogriff (« Le vol de l'hippogriffe »), anciennement Flying Unicorn, est un parcours de montagnes russes junior, modèle Vekoma Junior Coaster de Vekoma. Elle a été construite en 2000 au parc Islands of Adventure, puis a été renommée et redécorée en 2010 à l'occasion de son intégration à la zone Wizarding World.

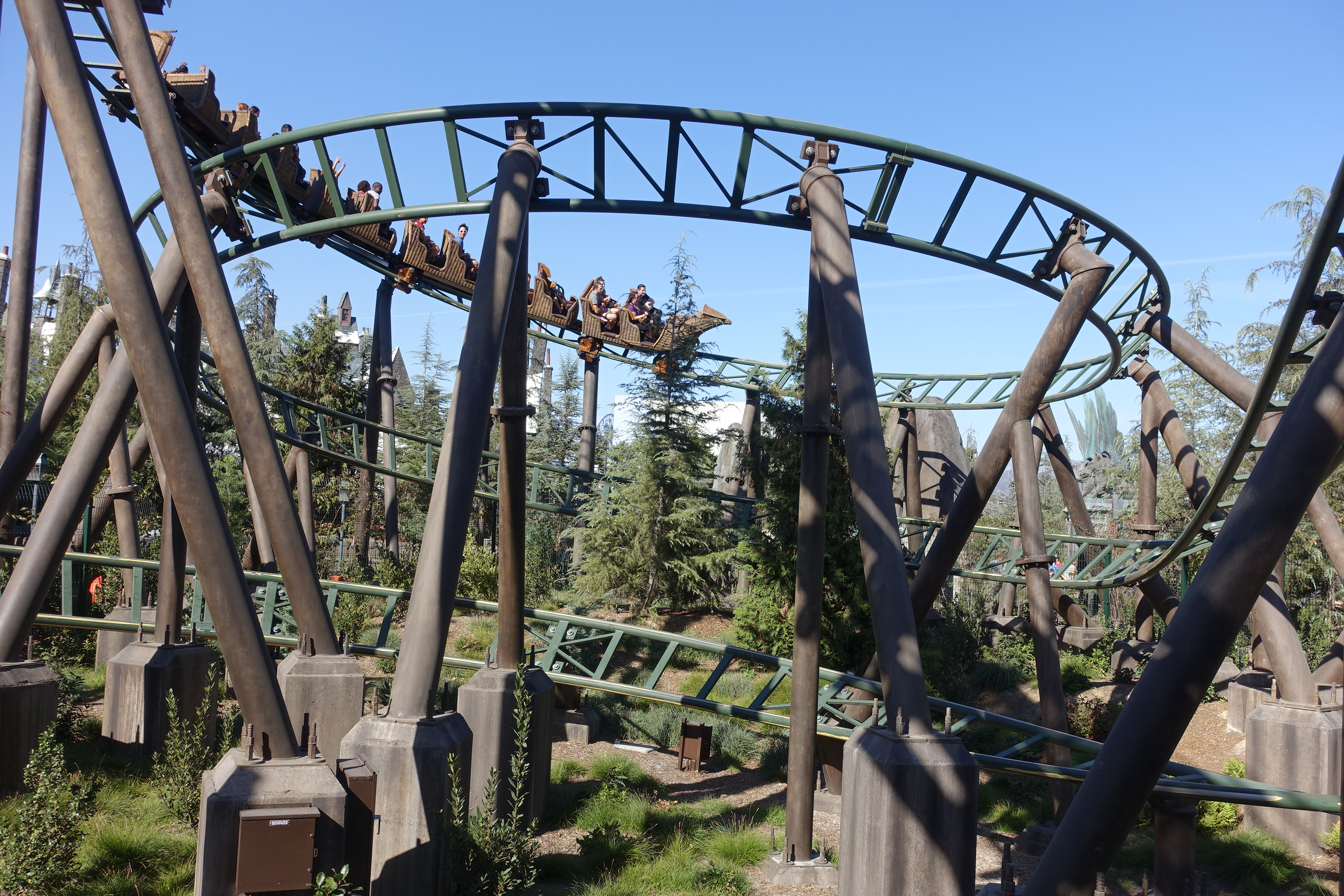
Le Flight of the Hippogriff au parc Universal Studios Hollywood.

Le thème de l'attraction se base sur le cours de soins aux créatures magiques de Hagrid délivré en troisième année, lorsque Harry Potter effectue son premier vol sur le dos de l'hippogriffe Buck.
La cabane de Hagrid a été construite en décor de la file d'attente.
L'attraction est reproduite dans tous les lands Hogsmeade du Wizarding World.

##### Dragon Challenge(jusqu'en 2017)
Dragon Challenge est un duel de montagnes russes inversées. L'attraction utilise le thème des dragons : le Magyar à pointes (parcours bleu) contre le Boutefeu Chinois (parcours rouge), qui s'affrontent dans les airs avec de nombreux éléments du tournoi des trois sorciers. Les deux parcours différents mesurent la même distance et la même hauteur maximale. Ils sont dessinés et calculés de manière que les deux trains, envoyés en même temps, aient trois points de rencontre pour donner l'impression aux passagers qu'ils vont se percuter. 

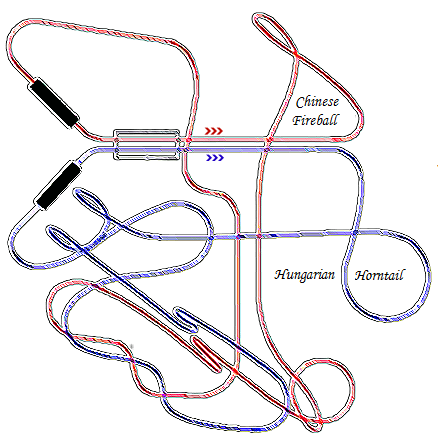
Les deux parcours du Dragon Challenge.

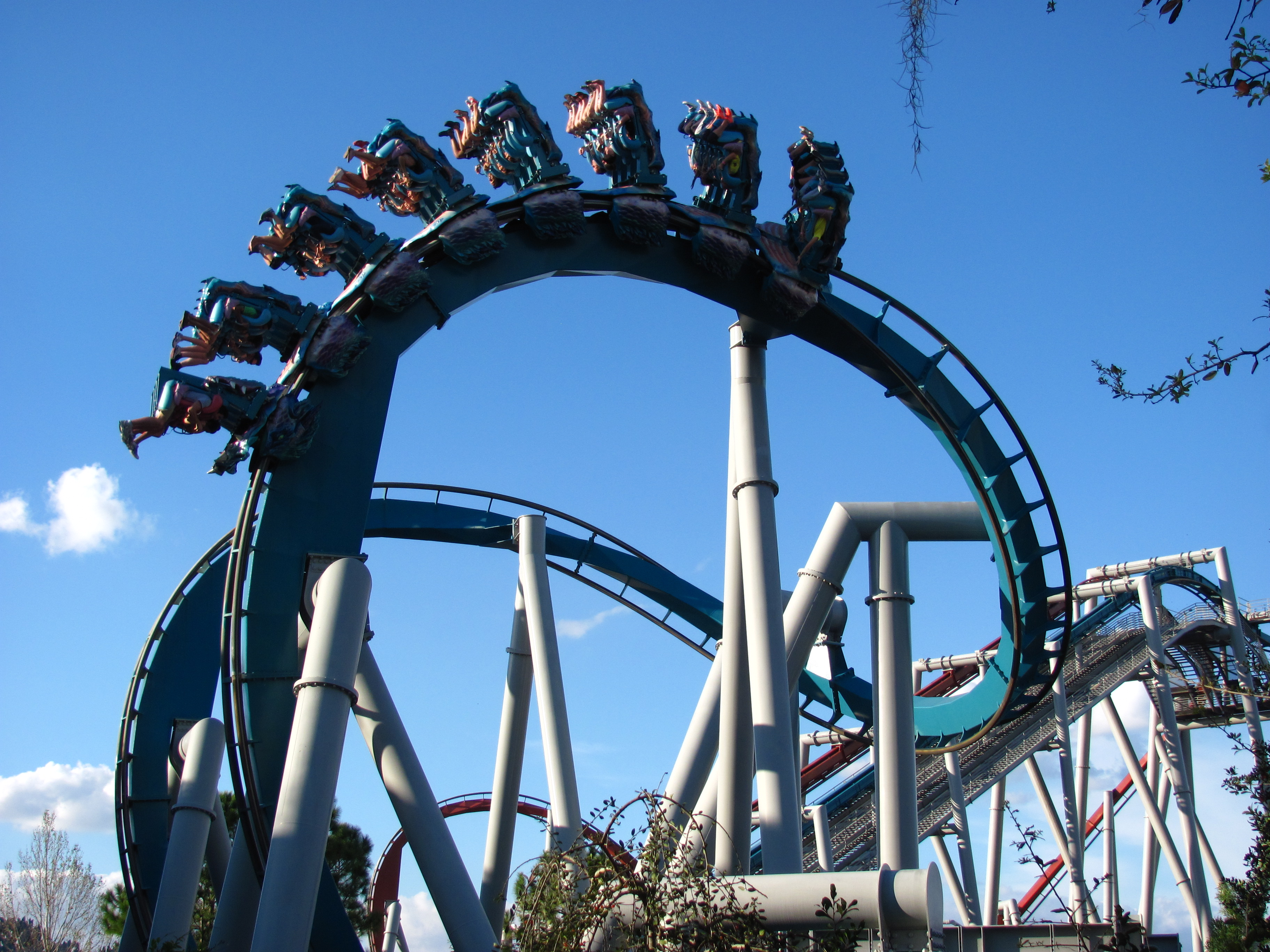
Le Dragon Challenge à Universal's Islands of Adventure en 2012.

L'attraction, précédemment nommée Dueling Dragon, est construite sur le parc Universal's Islands of Adventure en 1999 par la société suisse Bolliger & Mabillard. La file d'attente reçoit un nouveau thème et l'attraction est rebaptisée Dragon Challenge à l'été 2009, à l'occasion de son intégration à la nouvelle zone thématique Harry Potter du parc. 
En août 2011, deux incidents ont lieu sur l'attraction, faisant deux blessés en l'espace de deux semaines, dont un grièvement. L'une des deux personnes perd l'usage d'un œil après avoir été frappée par « quelque chose » (vraisemblablement des effets personnels perdus au vol) lors d'un croisement rapproché entre les deux trains. Outre le fait d'encourager davantage les visiteurs à utiliser les casiers mis à leur disposition, le parc prend la décision d'exploiter les deux trains comme deux attractions distinctes, en décalant leur départ, afin qu'ils ne se croisent plus sur les passages à grande vitesse,. Des détecteurs de métaux sont installés aux entrées de plusieurs attractions, dont celle du Dragon Challenge, en avril 2015.
Cette attraction ne sera pas reproduite dans les autres lands Harry Potter. Elle est détruite à l'automne 2017 à la suite de nombreux problèmes techniques et d'une baisse notable de sa fréquentation,. Elle est remplacée par le Hagrid's Magical Creatures Motorbike Adventure à partir de juin 2019, uniquement au parc Universal's Islands of Adventure,.

##### Hagrid's Magical Creatures Motorbike Adventure
Hagrid's Magical Creatures Motorbike Adventure est un parcours de montagnes russes à grande vitesse. L'attraction, construite par Intamin et inaugurée le 11 juin 2019, remplace le Dragon Challenge au parc Universal's Islands of Adventure. L'attraction a été construite exclusivement dans ce parc.

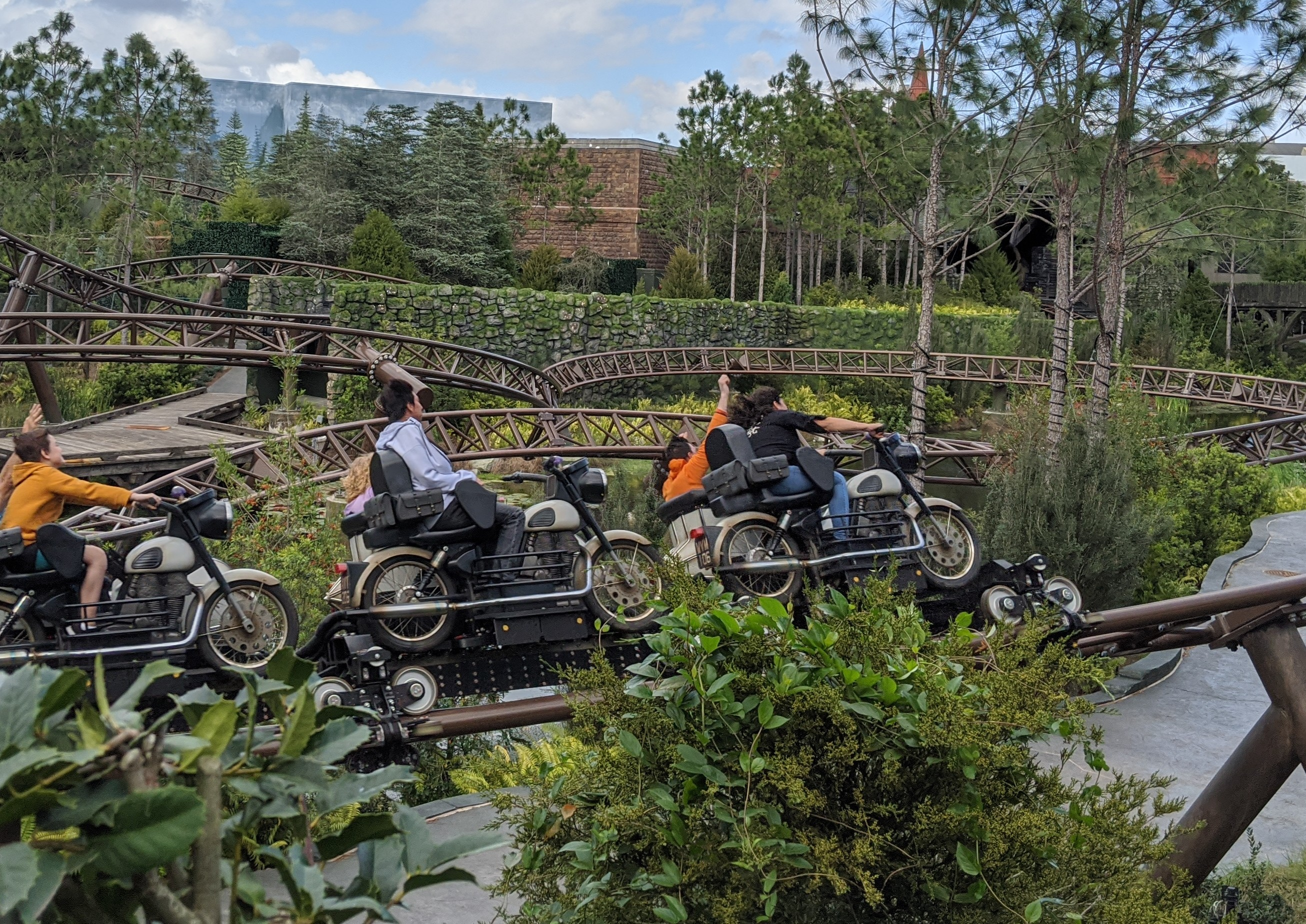
Hagrid's Motorbike Adventure au parc Islands of Adventure en 2020.

Il s'agit d'un circuit à grande vitesse (sans looping) à travers une reconstitution de la forêt interdite, permettant d'apercevoir des créatures fantastiques en animatronics (Touffu, lutins de Cornouailles, centaures, filet du diable, licornes, etc.). Les wagonnets à deux places du train prennent la forme de motos side-cars, accrochées les unes aux autres, à l'image de celle qu'utilise plusieurs fois Hagrid dans l'intrigue.
Le visiteur joue le rôle d’un élève venant assister à un cours de soins aux créatures magiques. Il peut prendre place soit sur la moto, soit dans la cabine du side-car. Les commentaires audio de Hagrid (voix de l'acteur Robbie Coltrane) accompagnent les visiteurs sur l'ensemble du parcours.
En 2019, l'attraction possède le plus long parcours de montagne russe de Floride, et devient l'attraction dénombrant le plus de lancements et d'accélérations au monde. Elle obtient la même année le Golden Ticket Award de la « meilleure nouvelle attraction ».

##### Ollivanders Interactive Wand Experience

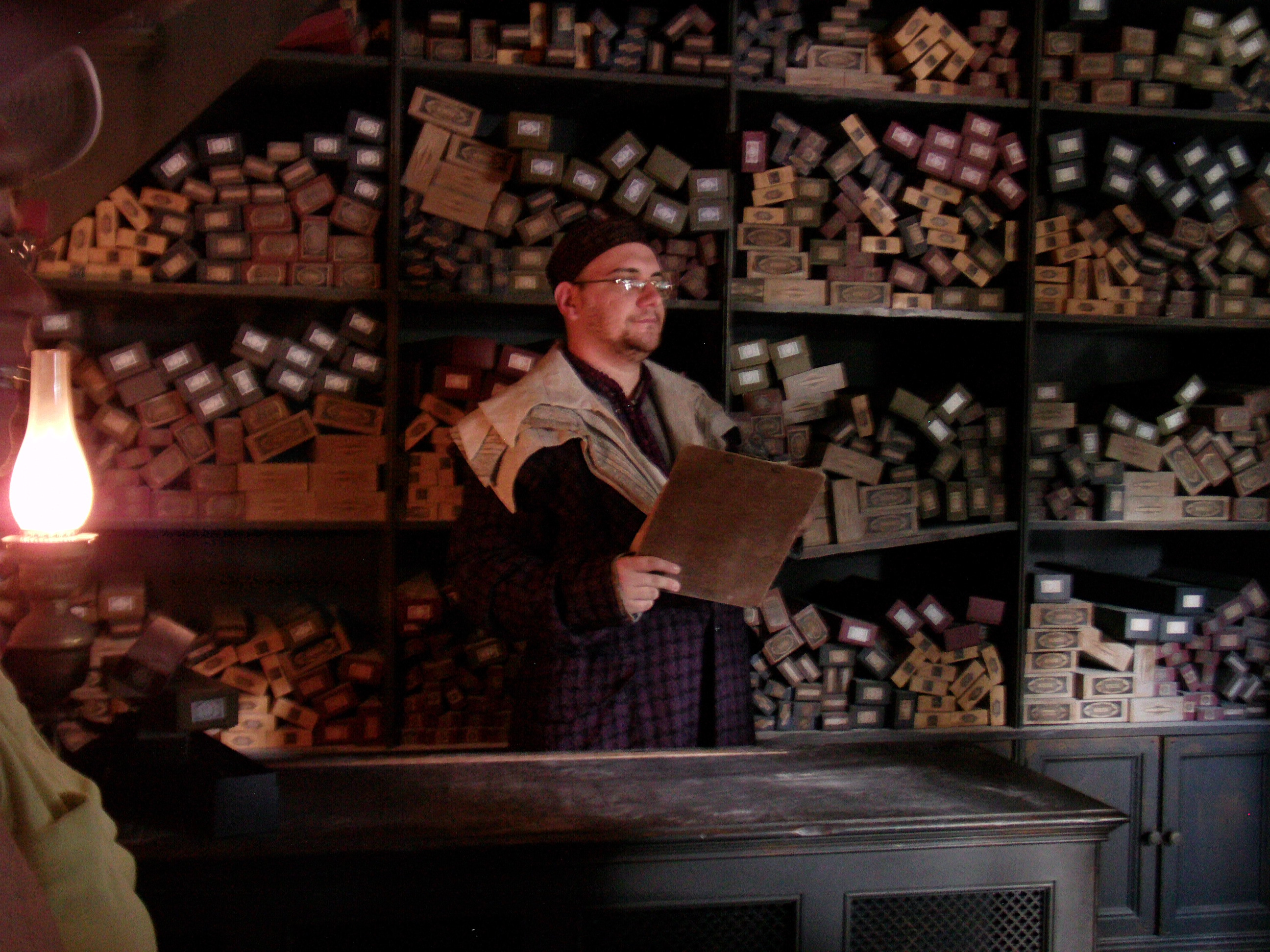
Intérieur de la boutique Ollivander.

L'attraction est une expérience interactive utilisant le principe fictif de « la baguette qui choisit son sorcier ». Elle est construite à l'image de la boutique Ollivander, dans laquelle Harry Potter reçoit sa baguette magique. 
Une boutique de souvenirs du même nom se situe dans le même bâtiment. Il est possible d'y acheter des répliques des baguettes des personnages principaux de la série, ainsi que des baguettes spéciales interagissant avec différents éléments présents dans le parc (notamment des objets en vitrines),,.
En 2021, les baguettes interactives sont proposées dans tous les lands Harry Potter,,,.

##### Hogwarts Express - Hogsmeade
Hogwarts Express (« Poudlard Express ») est l'attraction permettant de se rendre de la gare de Pré-au-Lard (land Hogsmeade, Islands of Adventure) à la gare de King's Cross (land Diagon Alley, Universal Studios Florida), et inversement. Il s'agit d'une réplique du train du même nom utilisé par Harry Potter et ses amis dans les films. Il est ajouté en 2014 avec l'ouverture de l'extension, et n'est accessible que pour les visiteurs munis d'un billet d'accès aux deux parcs.

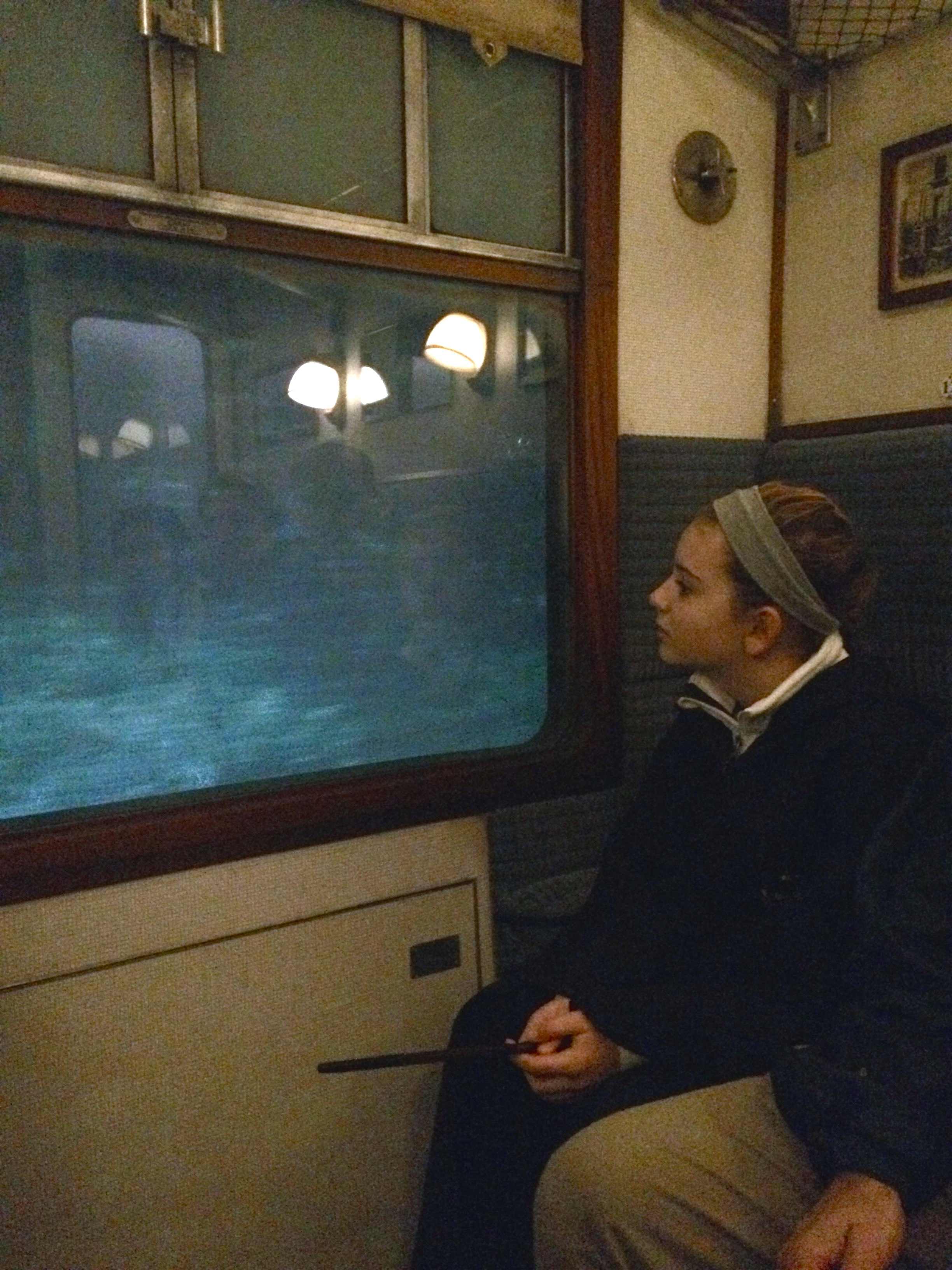
Intérieur du Poudlard Express.

Tracté par un câble, le train fonctionne comme un funiculaire. Les commentaires audios à l'intérieur des cabines proposent deux histoires différentes, selon la destination des visiteurs, et les vitres sont remplacées par plusieurs couches d'écrans pour faire défiler des scènes à des vitesses différentes et simuler une traversée des Highlands en Écosse. Le trajet dure environ 7 minutes.
Un mois après son ouverture, l'attraction compte plus d'un million de visiteurs.
L'attraction est présente uniquement à Orlando Resort (Studios Florida et Islands of Adventure).
|                                                  | Islands of Adventure (2010)                 | Studios Japan (2014) | Studios Hollywood (2016) | Studios Beijing (2021) |
| The Forbidden Journey (château de Poudlard)      | Oui                                         | Oui                  | Oui                      | Oui                    |
| Flight of the Hippogriff                         | Oui                                         | Oui                  | Oui                      | Oui                    |
| Interactive Wand Experience                      | Oui                                         | Oui                  | Oui                      | Oui                    |
| Dragon Challenge                                 | Oui (jusqu'en 2017)                         | Non                  | Non                      | Non                    |
| Hagrid's Motorbike Adventure                     | Oui (remplace Dragon Challenge depuis 2019) | Non                  | Non                      | Non                    |
| Hogwarts Express (vers l'extension Diagon Alley) | Oui (depuis 2014)                           | Non                  | Non                      | Non                    |

#### Boutiques et restaurants

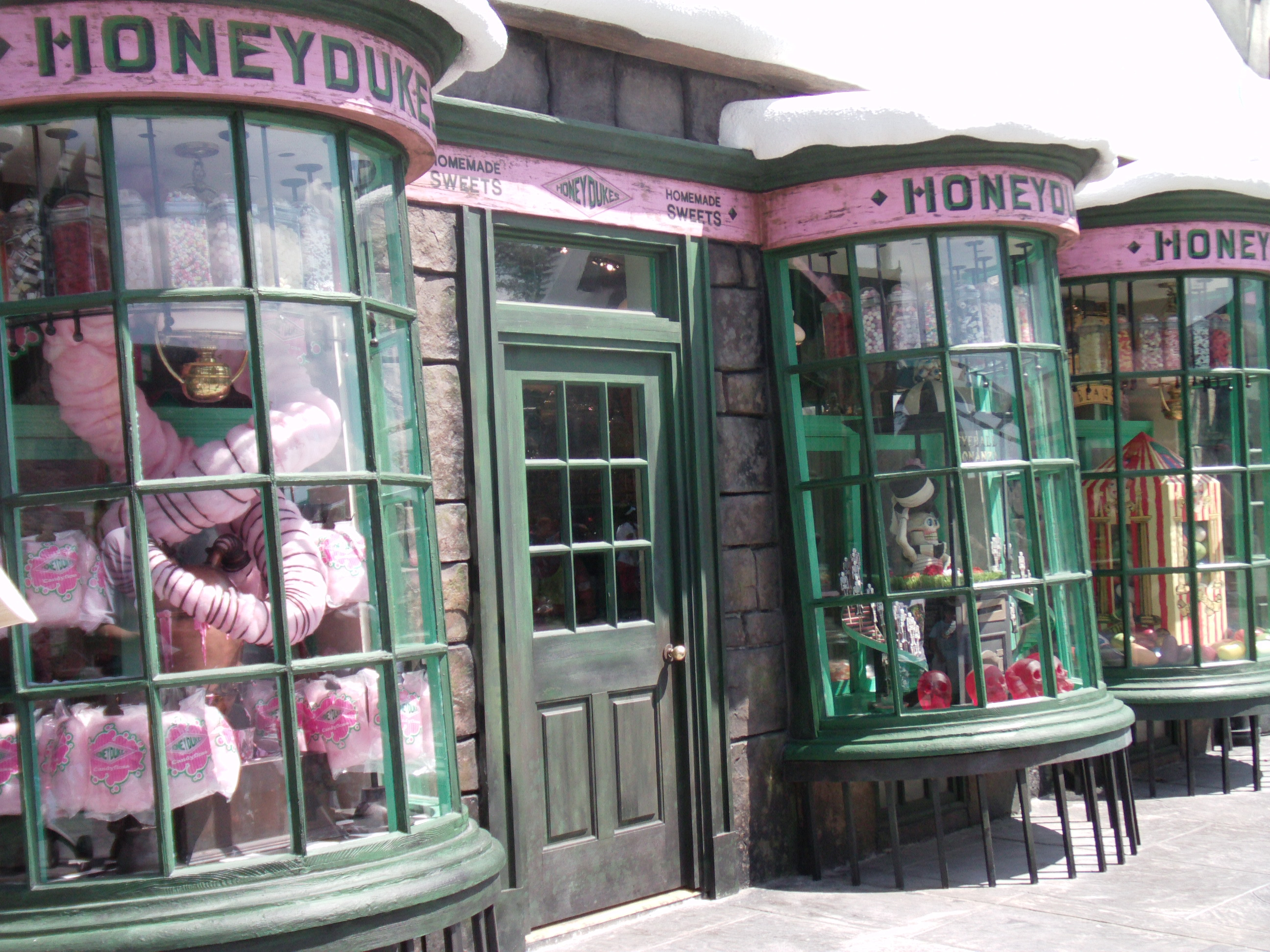
La boutique de confiseries Honeydukes.

En parcourant le village, les visiteurs ont accès à différentes boutiques et restaurants, eux aussi répliqués de l'univers magique. Parmi les plus notables se trouve Honeydukes, la réplique de la confiserie éponyme vendant des bonbons et des chocolats (chocogrenouilles, dragées Surprises de Bertie Crochue, etc.). Cette boutique a été agrandie en 2014,. Une réplique de la boutique d'Ollivander, plus petite que celle reproduite sur le land Diagon Alley, est située dans le bâtiment de l'attraction Ollivanders Interactive Wand Experience ; elle vend des répliques de baguettes de la série et des baguettes interagissant avec les décors.
Les principaux restaurants du land Hogsmeade sont le Three Broomsticks Inn, répliqué des Trois Balais, et le pub The Hog's Head (La Tête de Sanglier). Les deux restaurants proposent de la nourriture traditionnelle britannique et de la bièraubeurre.

### Diagon Alley

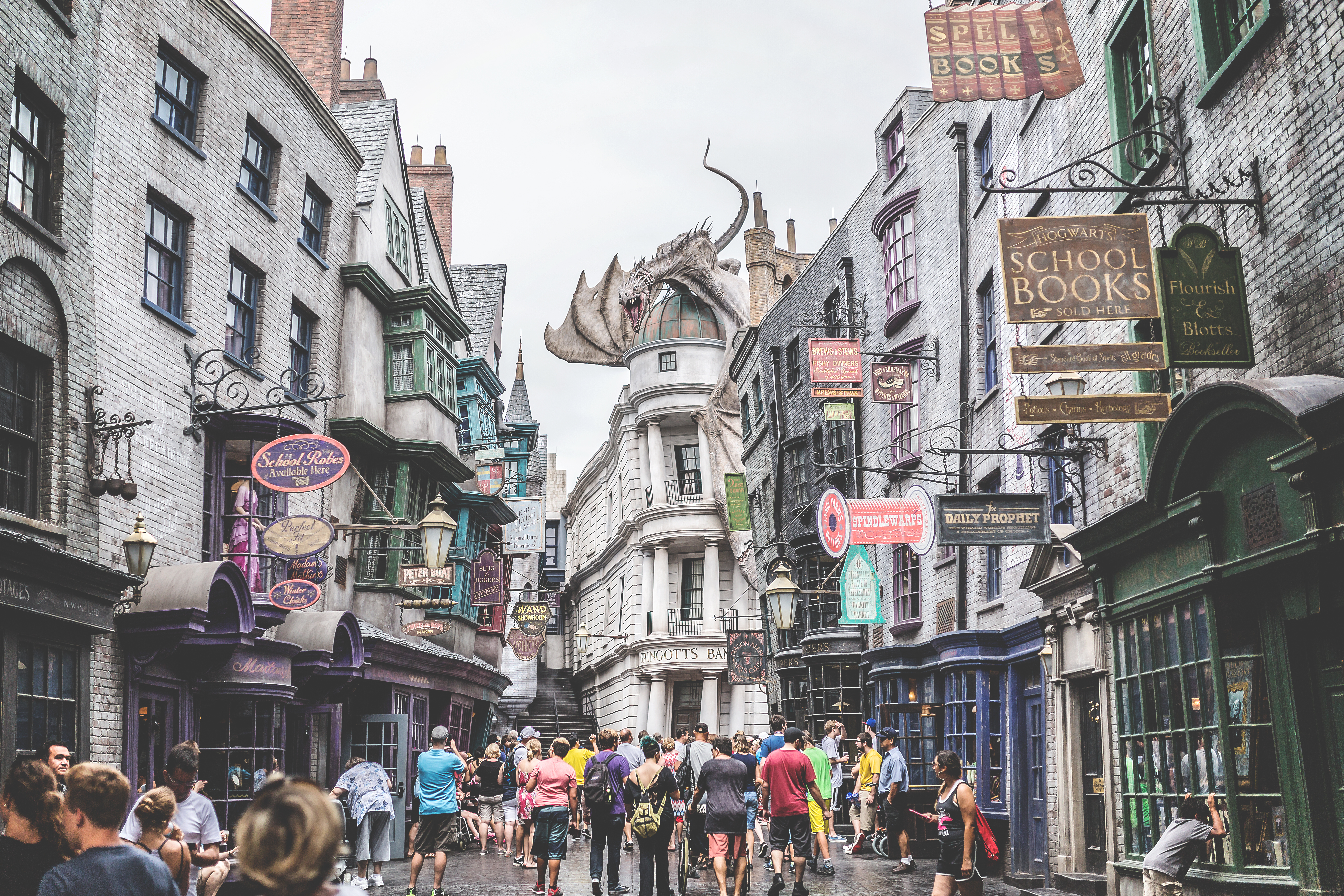
Diagon Alley à Universal Studios Florida.

Le land Diagon Alley (« Chemin de Traverse ») a ouvert au public en 2014. Il reste pour l'instant une exclusivité du parc Universal Studios Florida à Orlando et constitue une extension de la première zone située dans le parc voisin Universal's Islands of Adventure. Il permet notamment de visiter la rue marchande londonienne du chemin de Traverse, sur laquelle Harry Potter fait ses achats de fournitures scolaires avant d'entrer à Poudlard, ainsi que la banque Gringotts (derrière laquelle se trouve l'attraction principale de la zone, Harry Potter and the Escape from Gringotts).

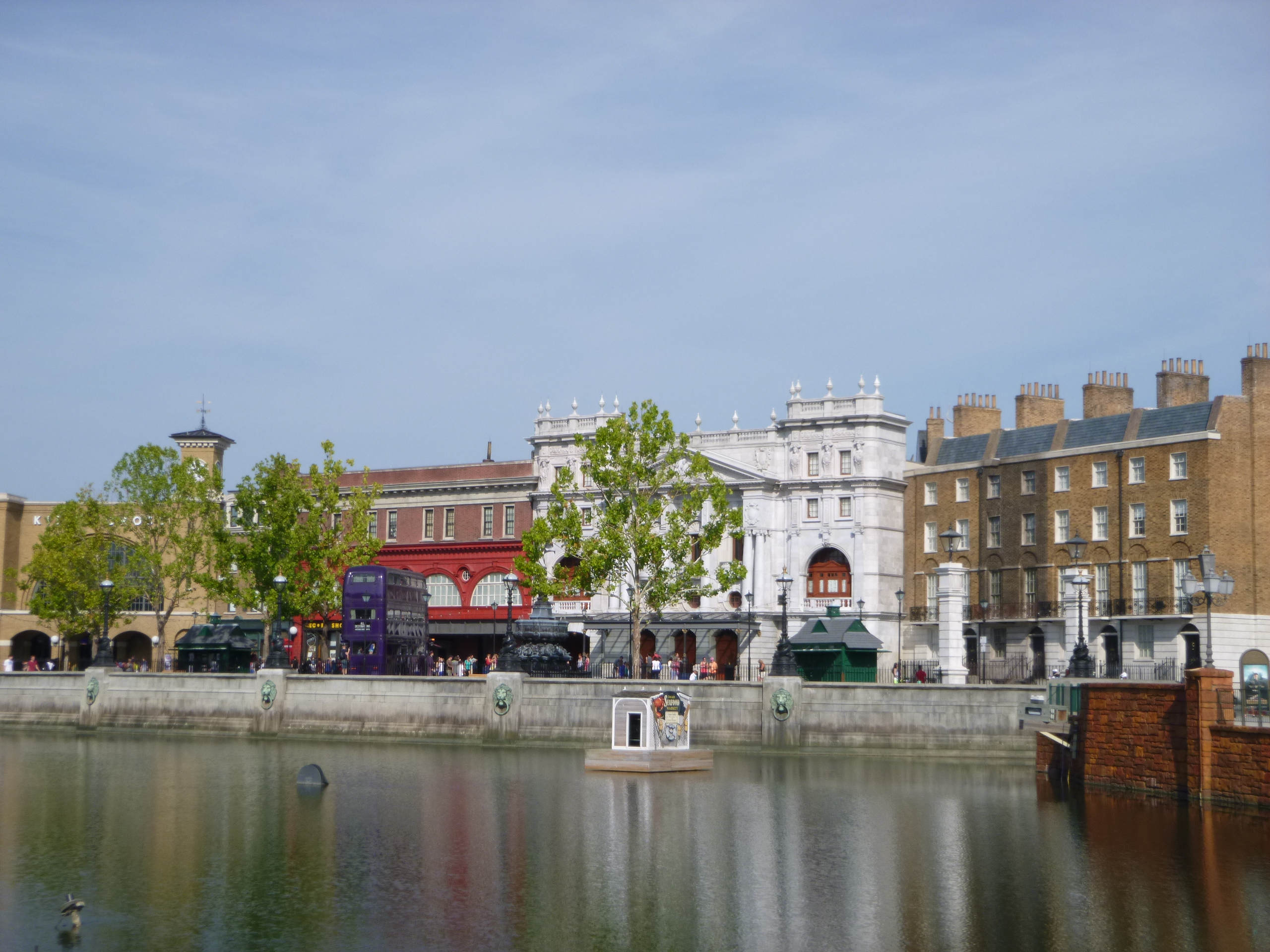
London Waterfront sur le land Diagon Alley.

La zone est nommée Diagon Alley dès 2014, afin de la différencier de la première zone construite à Orlando, Hogsmeade, qui reproduit pour sa part l'environnement écossais de l'histoire (Pré-au-Lard et Poudlard).
Le land se compose de quatre « rues » principales : le chemin de Traverse en lui-même qui s'étend de l'entrée du land jusqu'à la banque Gringotts ; Horizont Alley ; l'Allée des embrumes ; et Carkitt Market (un marché couvert). Le land comprend également une rue surnommée London Waterfront (« Londres au bord de l'eau »), avec notamment les répliques de la gare de King's Cross, de la façade du 12, square Grimmaurd et du Magicobus,.
Le land est relié au land Hogsmeade du parc voisin par une réplique du train Poudlard Express, accessible aux visiteurs de cette zone depuis la gare rematérialisée de King's Cross.

#### Attractions

##### Harry Potter and the Escape from Gringotts
Harry Potter and the Escape from Gringotts est une attraction située entre montagnes russes et parcours scénique. Elle s'inspire de la banque des sorciers Gringotts et se situe derrière un bâtiment qui en prend l'apparence. Au-dessus de la banque, un dragon Pansedefer Ukrainien animatronique, copié de celui visible dans le dernier film, bouge et crache du feu régulièrement. 

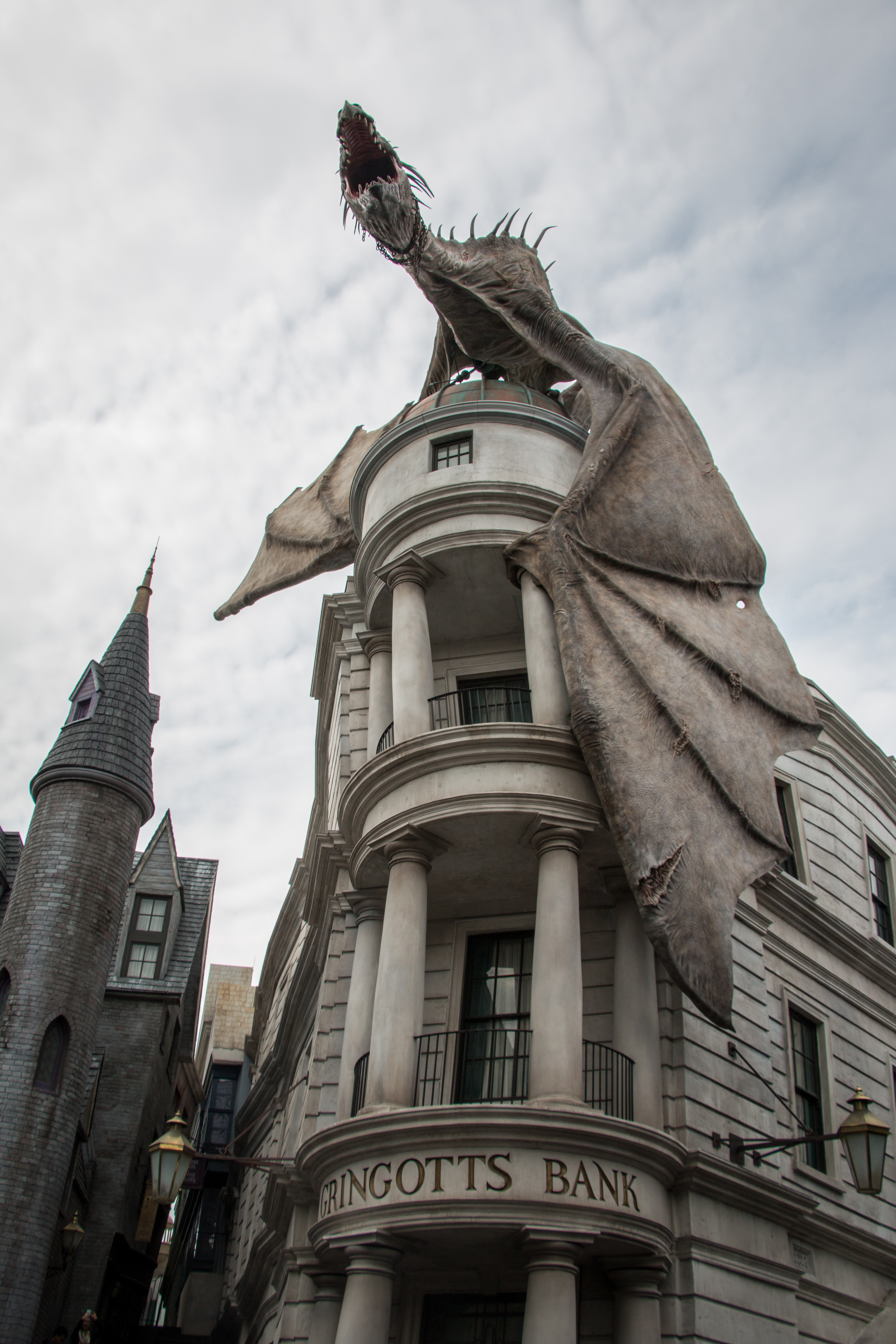
Dragon animatronique situé près de l'entrée de l'attraction.

Les visiteurs empruntent des chariots roulants semblables à ceux utilisés par Harry Potter dans les films, et des personnages comme Bill Weasley, Bellatrix Lestrange ou Lord Voldemort, interprétés par leurs acteurs respectifs, sont mis en scène le long d'un parcours de 600 m dans les cavernes de la banque,,.
L'attraction rencontre plusieurs problèmes techniques dès son ouverture, obligeant l'équipe du parc à la fermer pendant plusieurs jours en 2015 pour effectuer des travaux de maintenance.

##### Hogwarts Express - King's Cross
La réplique du Poudlard Express constitue également une attraction, identique à celle présente dans le land Hogsmeade, mais fonctionnant dans l'autre sens de circulation ; elle permet de relier les deux lands Harry Potter construits à Orlando. Sa gare, sur le land Diagon Alley, est celle de King's Cross.
L'attraction n'est accessible que pour les visiteurs munis d'un billet d'accès aux deux parcs.

#### Boutiques et restaurants
Les visiteurs ont accès à différentes boutiques et restaurants, eux aussi répliqués ou inspirés de l'univers magique. Parmi les plus notables se trouvent une autre réplique, plus grande ici, de la boutique Ollivander, comprenant notamment l'attraction des baguettes interactives ; le Weasley’s Wizard Wheases équivalant au magasin de farces et attrapes Weasley & Weasley, Farces pour sorciers facétieux fondé par les jumeaux Weasley ; la Magical Menagerie (vendant ici des animaux en peluche) ; Borgin and Burkes (Barjow et Beurk), le magasin d’objets magiques liés à la magie sombre ; ainsi que divers magasins d'accessoires, de jouets et de vêtements issus de la franchise des films. Un bureau de change permet d'échanger des dollars américains contre l'équivalent en gallions.
Parmi les restaurants et boutiques de bouche se trouve le Leaky Cauldron (ou Chaudron Baveur) proposant de la cuisine traditionnelle britannique,. Florean Fortescue’s Ice-Cream Parlour est une boutique de glaces inspirée de celle de Florian Fortarôme décrite dans les romans.

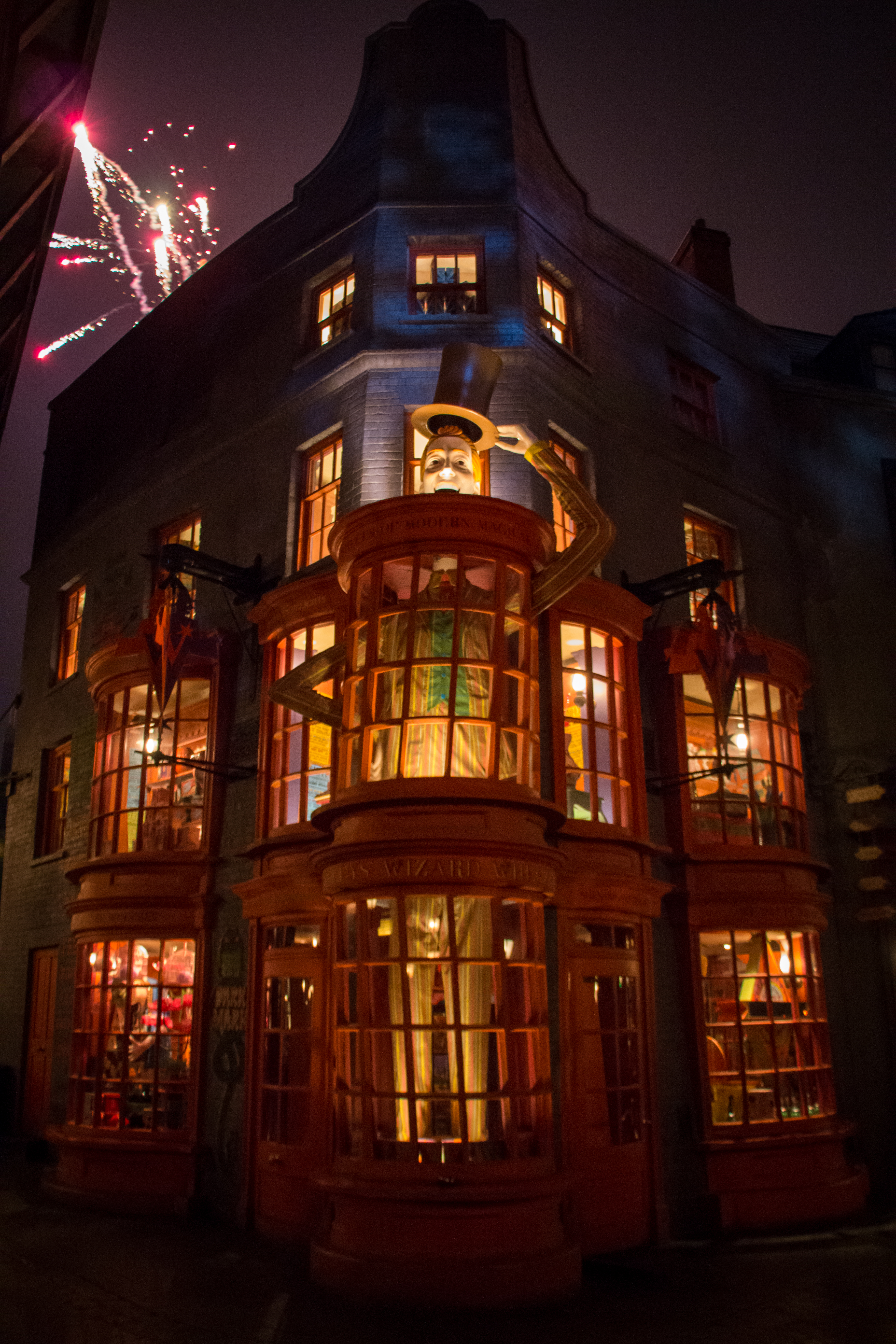
Weasley’s Wizard Wheases.
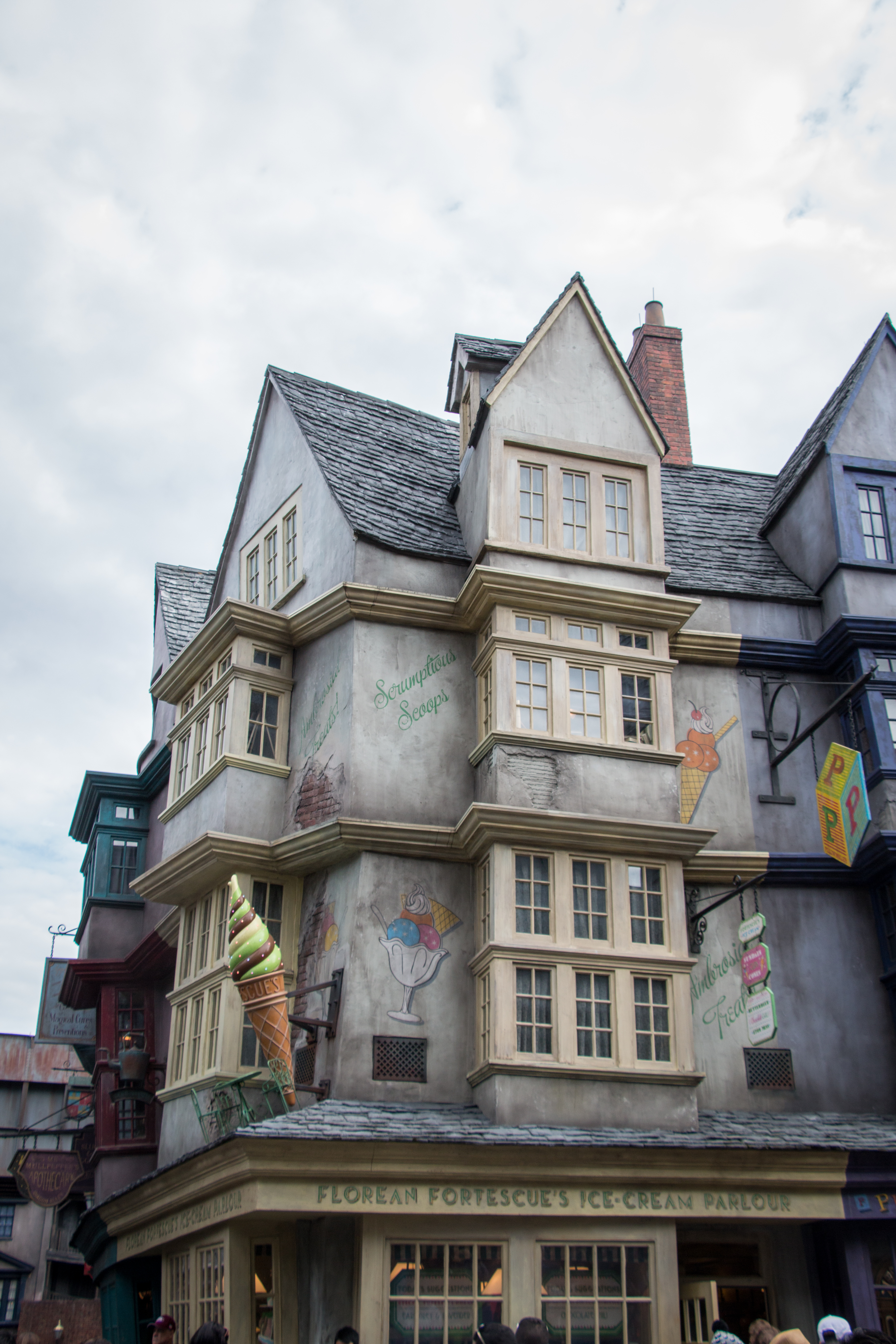
Florean Fortescue’s Ice-Cream Parlour.
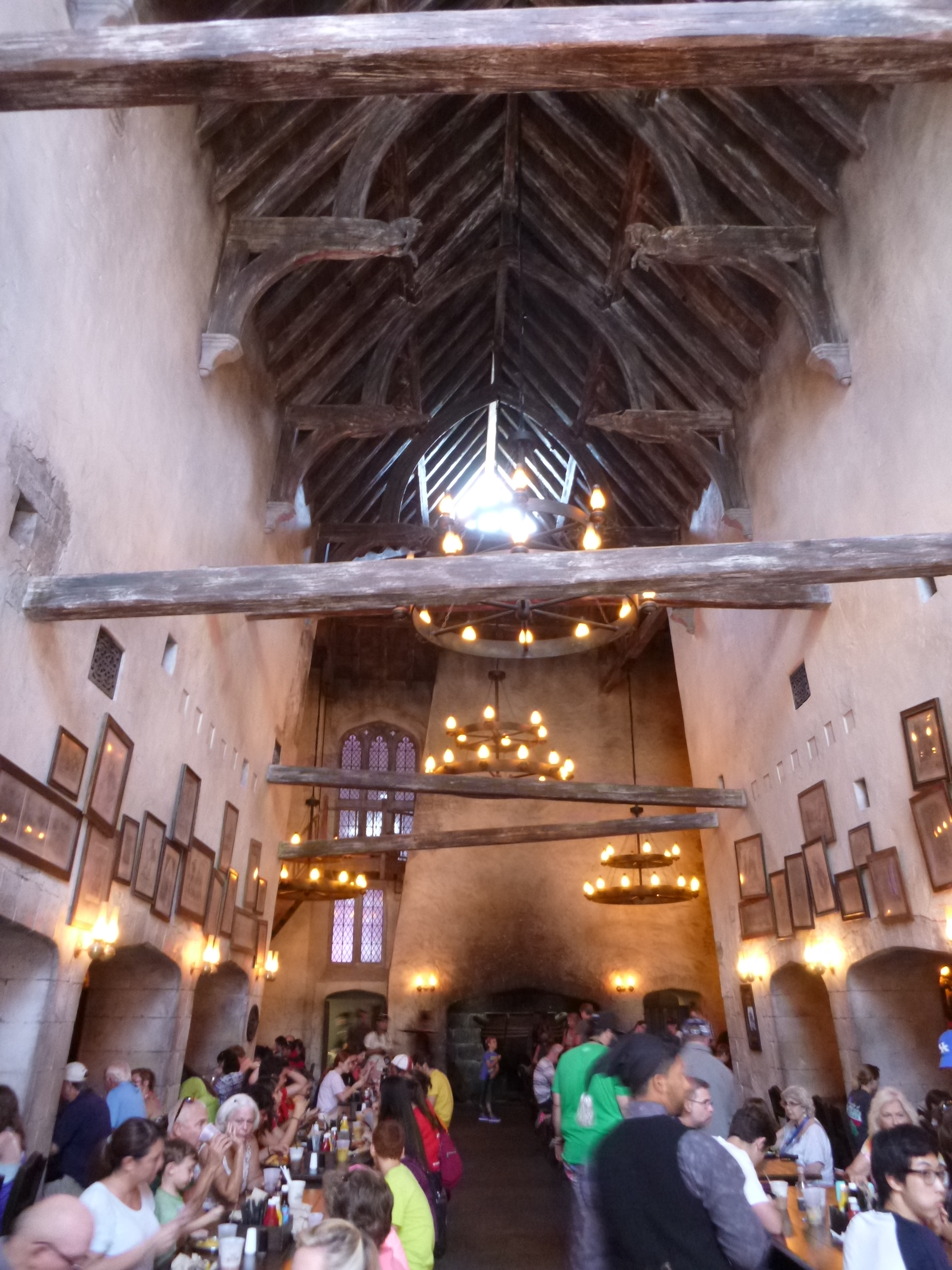
Leaky Cauldron.
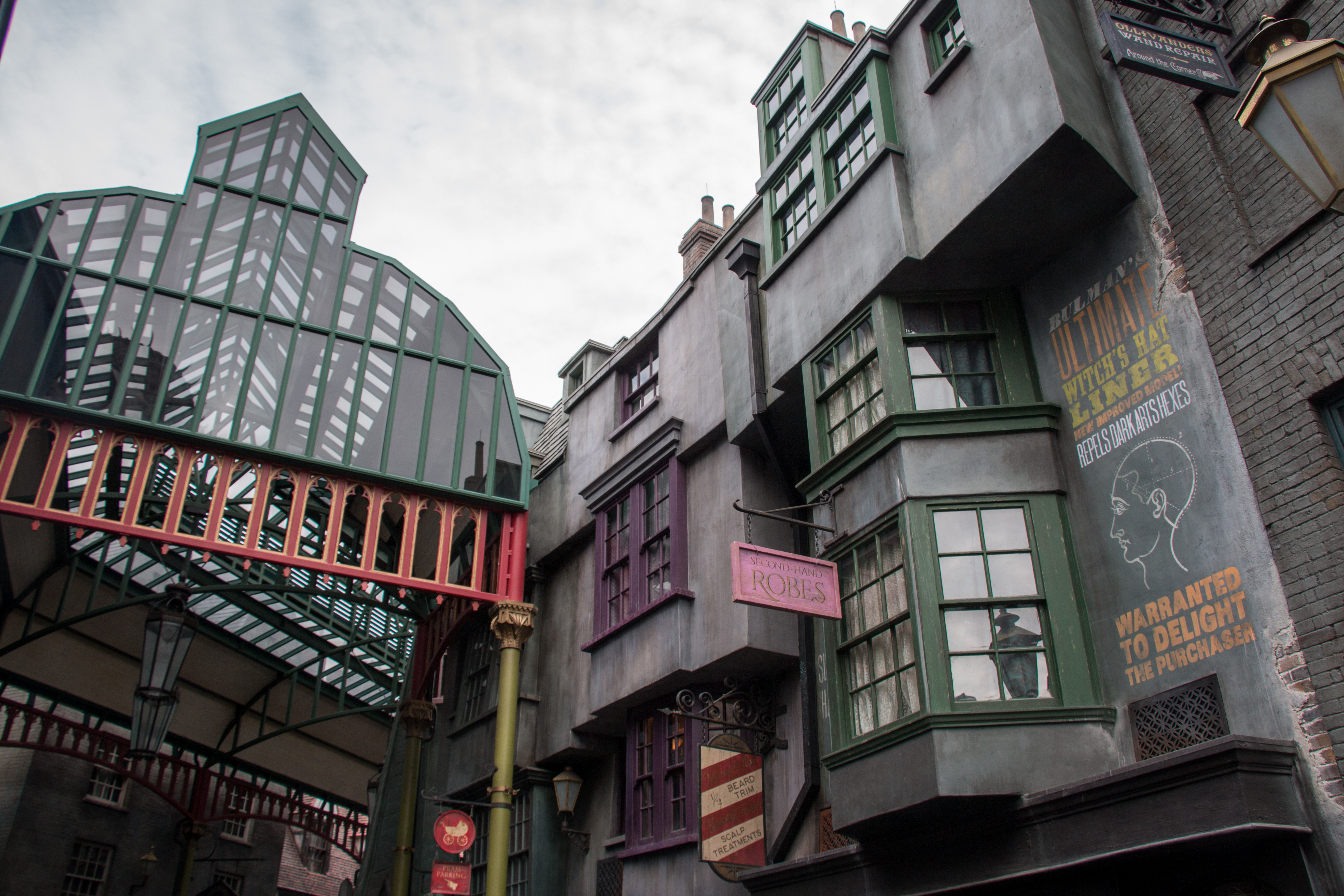
Carkitt Market.
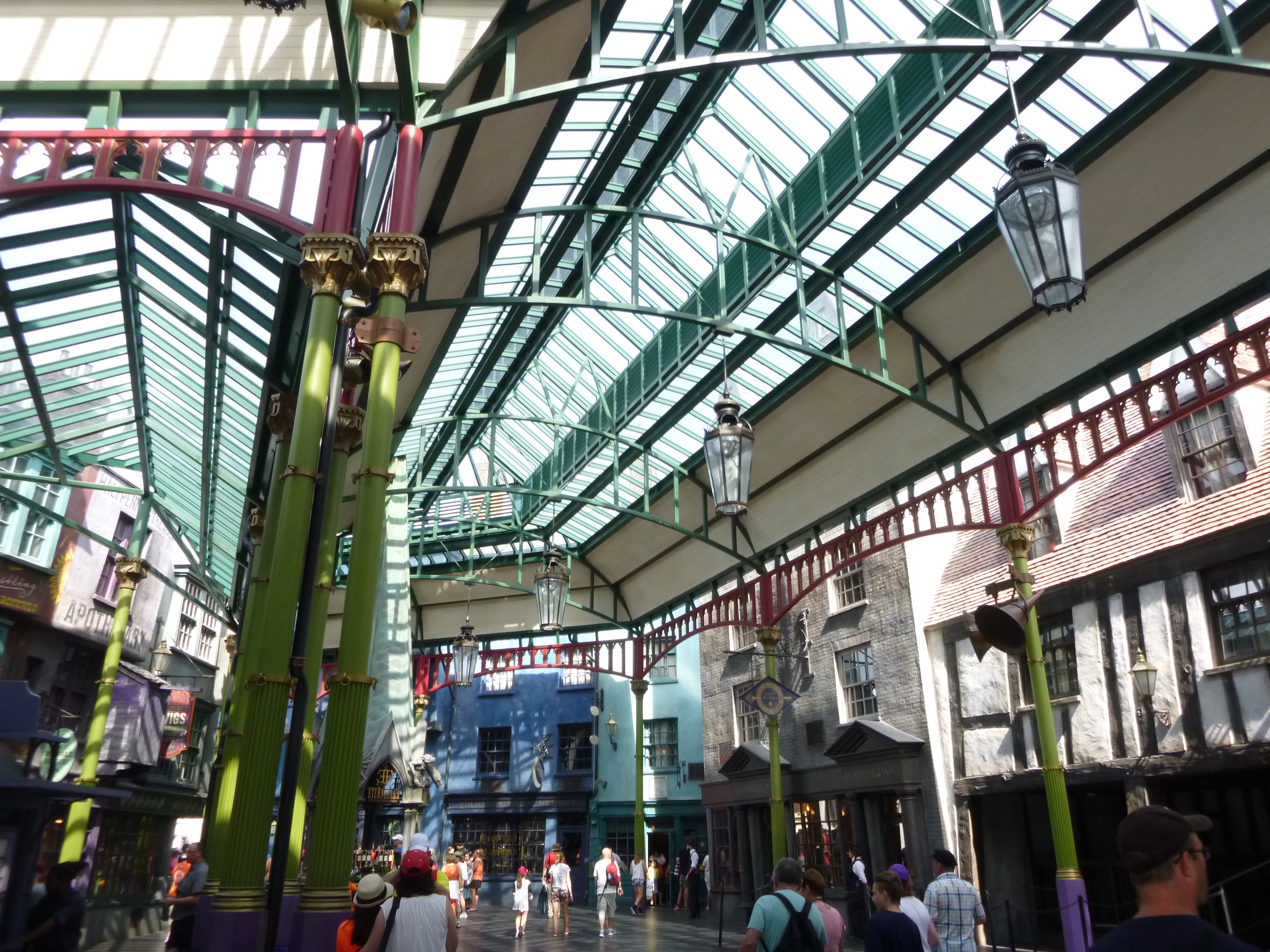
Marché couvert.

## Animations et spectacles
Tous les parcs Universal comportant une zone Wizarding World of Harry Potter proposent régulièrement des spectacles « sons et lumières », s'accompagnant d'un feu d'artifice au-dessus de la réplique de Poudlard,.
Plusieurs animations quotidiennes sont proposées sur les lands Hogsmeade et Diagnon Alley : le spectacle de marionnettes The Tales of Beedle the Bard, monté par des comédiens d'une Académie d'arts dramatiques, ; Celestina Warbeck and the Banshees, un spectacle de chant comprenant des paroles écrites par J. K. Rowling, ; le Frog Choir, un spectacle de chant d'étudiants de Poudlard accompagnés de grenouilles géantes qui croassent et le Triwizard Spirit Rally, un spectacle d'action mettant en scène des étudiants de Poudlard, de Beauxbâtons et de Durmstrang.
Depuis 2014, Universal Orlando est choisi comme lieu de rendez-vous annuel des « célébrations Harry Potter », seules conventions officielles autour de la saga. Elles se déroulent généralement sur un week-end de la fin janvier et accueillent des éditeurs, designers, acteurs et équipes techniques des films de la franchise pour faire découvrir aux fans leurs nouveaux projets et répondre à leurs questions.

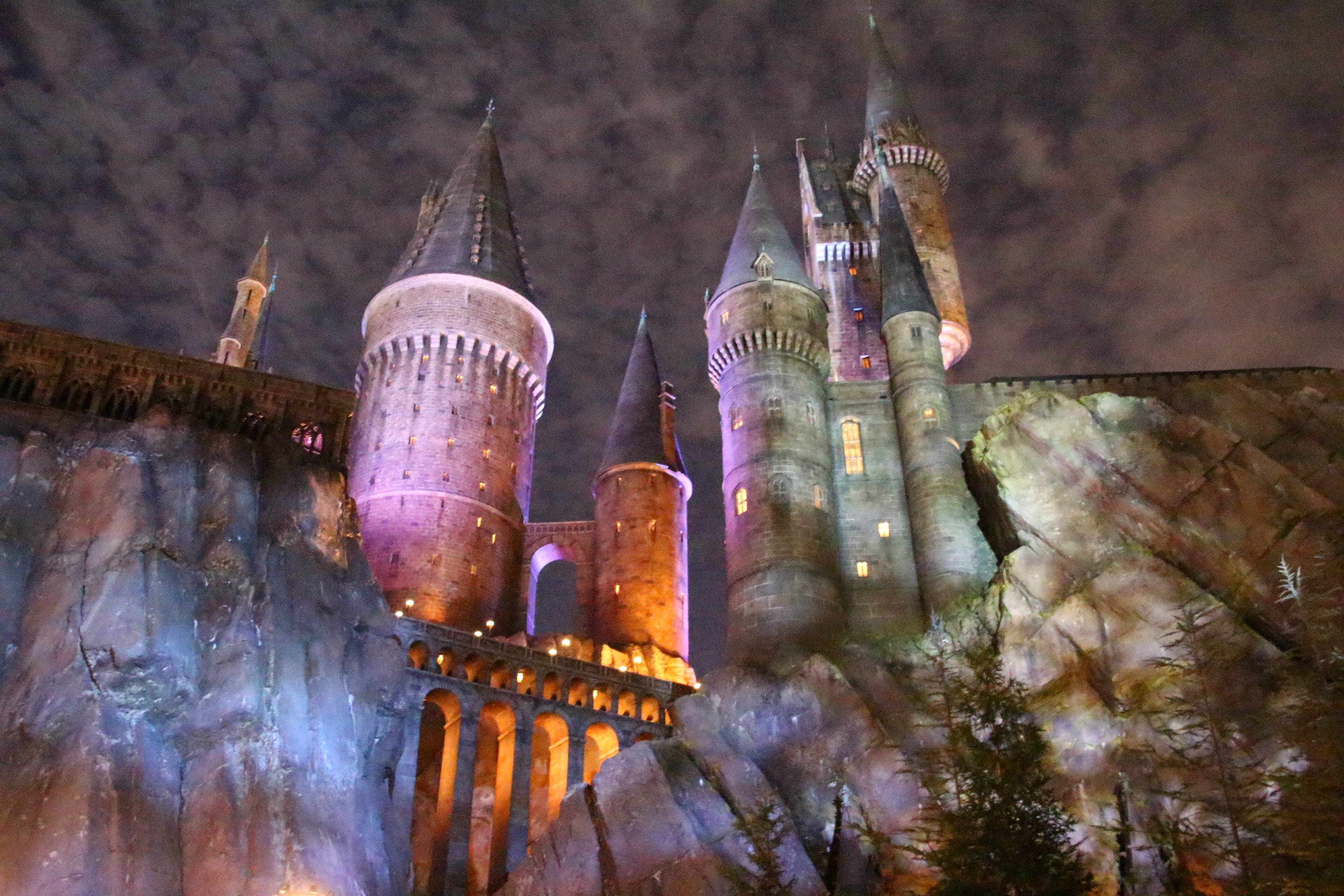
Poudlard illuminé au parc Islands of Adventure.
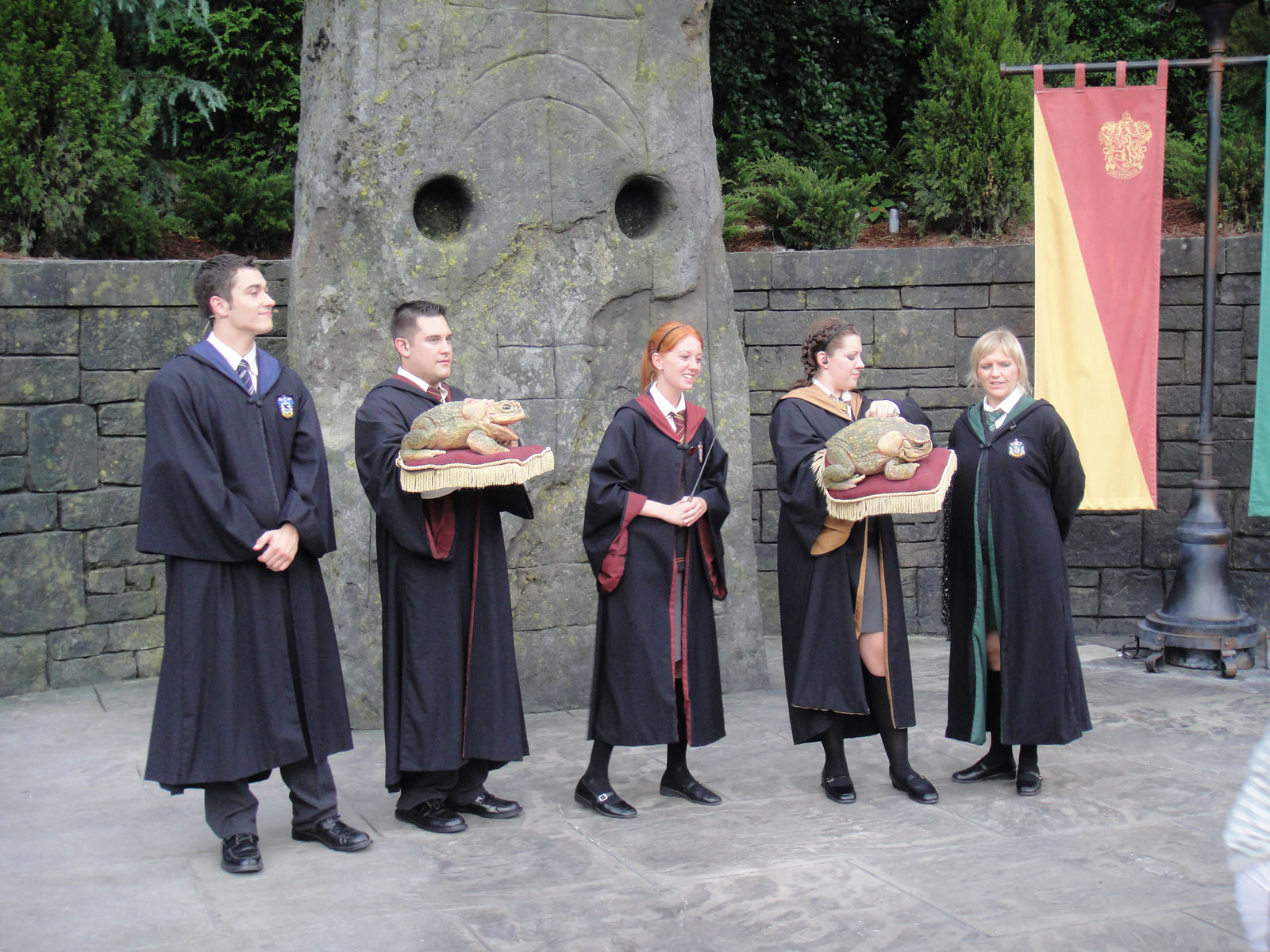
Animation Frog Choir à Orlando.
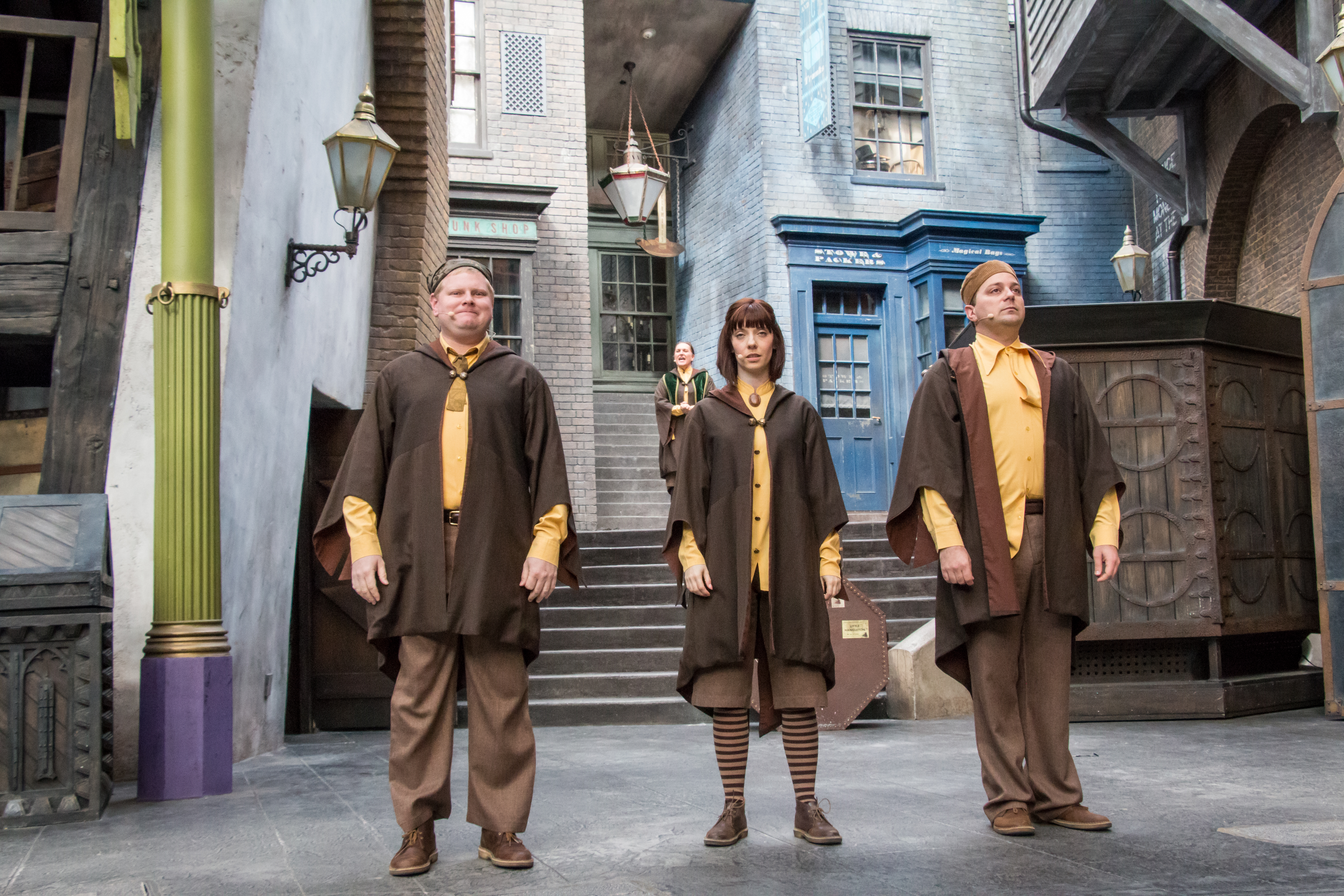
Animation The Tales of Beedle the Bard à Orlando.

## Accueil

### Répercussion sur les revenus et la fréquentation des parcs Universal
The Wizarding World of Harry Potter rencontre un succès considérable dans les parcs à thème d'Universal Resort. 
Alors que la filiale perd 36,4 millions de dollars américains au premier trimestre 2010, elle enregistre un résultat positif de 45,8 millions de dollars au premier trimestre de 2011, soit près d'un an après l'implantation de la première zone dédiée à Harry Potter à Universal's Islands of Adventure. Cette année-là, les recettes des entrées augmentent de 85 % (159,3 millions de dollars), et celles des restaurants et de la vente de produits dérivés augmentent respectivement de 104 % (33,6 millions de dollars) et de 156 % (42,7 millions de dollars). 
Entre 2010 et 2015, les revenus des deux parcs d'Orlando et de celui d'Osaka ont augmenté de 109 %, atteignant près de 2,6 milliards d'euros.
Aecom et la Themed Entertainment Association publient chaque année (depuis 2006) un classement des vingt-cinq meilleurs parcs d’attractions du monde, en précisant notamment leur fréquentation. Ces classements montrent une progression significative du nombre de visiteurs dans les parcs Universal en Floride, au Japon et en Californie depuis que ceux-ci ont intégré une zone thématique Harry Potter. Ainsi, la fréquentation dans chacun de ces parcs a augmenté en moyenne de 32 % dès l’ouverture de ces zones.
Universal Orlando enregistre une fréquentation record en 2010. Entre 2009 et 2019, le nombre de visiteurs de son parc Islands of Adventure a doublé,.
Le parc Universal Studios Japan d’Osaka détient le record de la plus forte augmentation de visiteurs en dix ans, tous parcs à thème confondus.
En janvier 2017, le parc Universal Studios Hollywood (le plus petit des parcs comportant un land Harry Potter) enregistre lui aussi un record de fréquentation. Dépassant sa capacité d'accueil maximale, ce dernier se voit contraint de fermer momentanément ses portes au public pour la première fois de son histoire.

### Récompenses
- Thea Awards 2014[105]
  - Prix Paragon pour travail exceptionnel sur l'extension Diagon Alley, l'attraction Hogwarts Express et les divers restaurants et magasins[106];
  - Prix de l’excellence technique pour la conception des baguettes magiques interactives ;
  - Prix « Exploit exceptionnel en terme d’attraction » pour Harry Potter and the Escape from Gringotts.
- Golden Ticket Awards 2019 
  - Prix de la « meilleure nouvelle attraction » pour Hagrid's Magical Creatures Motorbike Adventure[83].